# Madarak
A madarak (Aves) meszes héjú tojással szaporodó, melegvérű gerinces állatok. Mellső végtagjaik szárnyakká módosultak. Járólábaik vannak, melyeken megtalálható a jellegzetes csüd (lábtő és lábközépcsontok összenövése), amely elősegíti a landolást. Szegycsontjuk tarajos, melyhez erős mellizmok tapadnak, így segítve a repülést. A madárfajok nagy része ma is repülő életmódot folytat. Testüket tolltakaró borítja, csontjaik üregesek, légzsákokat tartalmaznak; ettől erősek, de könnyűek. Fogak helyett csőrük van. Méretük az 5 cm-es méhkolibritől a 2,75 m-es struccig terjed.
A legrégebbi ismert madárszerű faj az Archaeopteryx (ősgyíkmadár), amelynek csőre, karma, tolla, a lábán szarupikkelyek voltak (korábban ezt a fajt is az Avialae csoportba sorolták, ahogy a Theropodákat is, de azóta nem tekintik a madarak ősének). Őseik a Theropoda dinoszauruszok Maniraptora kládjába tartozó állatok voltak, ezáltal az utolsó fennmaradt dinoszauruszoknak tekinthetők. Legközelebbi élő rokonaik a krokodilok. A madarak mintegy 10 ezer fajjal a gerincesek második legnépesebb osztálya. Ennek több mint fele énekesmadár. Ebből Magyarországon közel 400 faj fordul elő.
A legtöbb faj szociálisan monogám, még akkor is, ha a párok nem mindig hűségesek. A párkapcsolat többnyire egy tenyészszezonra szól, néha több évig is eltart, de élethosszig ritkán. Néhány faj poligám, ezek lehetnek poligün fajok (egy hím, több nőstény), vagy poliandriát gyakorlók (egy nőstény, több hím). A nőstényeket tojóknak nevezik. Tojásait a legtöbb faj fészekbe rakja, de azok a fajok is saját testmelegükkel költik ki fiókáikat, amelyek nem építenek fészket. A legtöbb faj kikelés után még továbbgondozza fiókáit. A házi tyúk képes megtermékenyítetlen tojásokat is tojni.
Több madárfaj is fontos az ember számára; ezek egy része háziasított. Táplálékot (hús, tojás) és nyersanyagot (toll) biztosítanak. Egyes fajokat házikedvencként tartanak. Egyes fajok ürülékével trágyáznak (guanó). Az ember tevékenysége miatt a 17. századig több száz, a 17. századtól 100-120 faj halt ki, és további 1200 faj veszélyeztetett. Megfigyelésük az ökoturizmus fontos része.

## Törzsfejlődés

### Rokonság

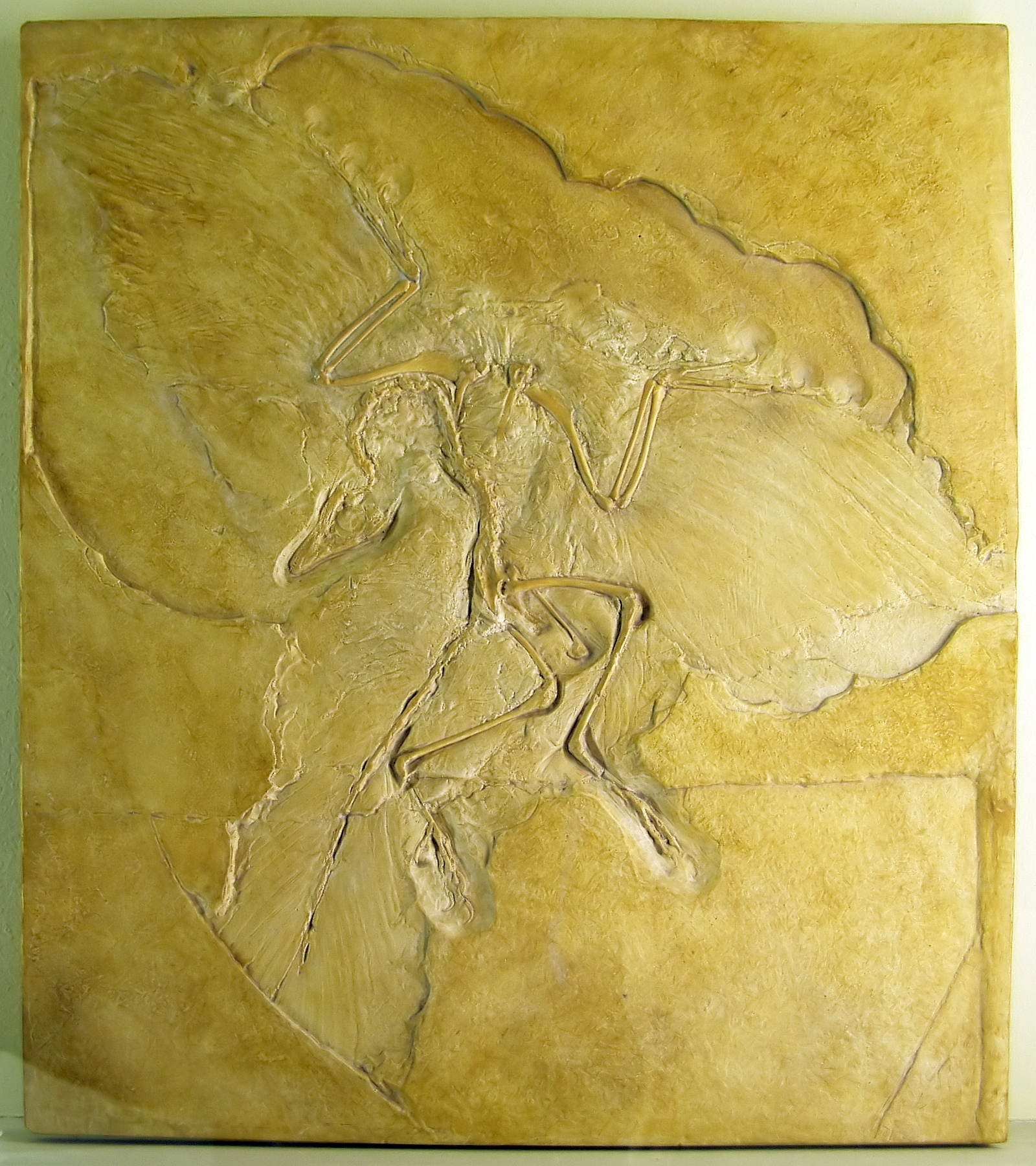
Az Archaeopteryx lithographica fajt gyakran tekintik a legrégibb valódi madárnak

A madarakat először Francis Willughby és John Ray rendszerezte 1676-ban kiadott Ornithologiae művükben. Carl Linnaeus ezt felhasználva alkotta meg saját rendszerét 1758-ban.  Az ő nyomán a madarakat osztályként tartják nyilván, filogenetikailag a Theropoda kládba sorolhatók.
A madarak és testvércsoportjuk, a krokodilok az  Archosauria klád ma is élő tagjai. Az 1990-es évek végéig az Archaeopteryx lithographica összes utódját a madarak közé sorolták.  Jacques Gauthier inkább csak a modern madarakat tekintette valódi madárnak, és a csak fosszíliákból ismert fajokat a madarakkal együtt a bővebb Avialae csoportba sorolta.  Ezzel elkerülte az Archaeopteryx körüli bizonytalanságot. A 21. században ez az osztályozás terjedt el.
Gauthier négyféle meghatározást adott a madarakra. Ezzel azonban az a probléma, hogy nem ugyanazok a fajok tartoznak oda. Továbbá azt javasolta, hogy a madarakat a ma élő összes madár közös ősétől számítsák. Az általa meghatározott csoportok:
- tollas archosaurusok (Avifilopluma)
- röpképes archosaurusok (Avialae)
- azok az archosaurusok, amelyek közelebb állnak a ma élő madarakhoz, mint a krokodilokhoz (Avemetatarsalia [=Paraves])
- a ma élő madarak legközelebbi közös ősének leszármazottai (Neornithes)

A negyedik definíció szerint az Archaeopteryx nem tartozik a madarak közé. Gauthier javaslatát a legtöbb paleontológus és a madarak evolúciójával foglalkozó szakértők is elfogadták, habár pontos meghatározás nincs. A kutatók gyakran az Avialae tudományos névvel illetett csoportot nevezik madaraknak.
Az Avialae a legtöbb kutató szerint ág-alapú klád, habár a meghatározások eltérnek egymástól. Sok szerző értelmezésében azok a theropodák, amelyek közelebb állnak a madarakhoz, mint a  Deinonychushoz. Néha testi jellemzők alapján különítik el a kládot.  Jacques Gauthier 2001-ben új definíciót adott: tollas lények, amik legalább siklórepülésre (voltak) képesek, köztük a tőlük leszármazó madarakkal.

### Kapcsolat a dinoszauruszokkal
A madarak az Archosauriák fejlődési irányához tartozó hüllőmedencéjű dinoszauruszok (Saurischia) egy csoportjának (Theropoda) ágából alakultak ki.  A valódi madarak a kréta korban, 100 millió évvel ezelőtt jelentek meg.  DNS-elemzések szerint nagyobb mértékben a többi dinoszaurusz kihalása után terjedtek el a déli kontinensről világszerte. Fajszámuk különösen a globális jégkorszakok alatt gyarapodott. Primitív madárszerű dinoszauruszok a középső juráig visszakövethetők. A tollas dinoszauruszokból alakult ki a legkorábbi ismert madárszerű lény, az Archaeopteryx. Ezek még nem repültek jól, és őseik testfelépítéséből még megőrizték a fogakkal teli állkapcsot, és a hosszú csontos farkat.
A fosszíliák tanúsága és a biológiai bizonyítékok miatt a legtöbb tudós a madarakat specializálódott theropodáknak tartja. Speciálisabban, a Maniraptora klád része; ide tartoznak többek között a dromaeoszauridák és az  oviraptoridák is. Ahogy egyre több, madárhoz hasonló theropoda került elő, elmosódtak a határok a madarak és rokonaik között. Északkelet-Kínában Liaoning tartományban a sok apró tollas theropoda került elő, ami tovább növelte a kétséget.

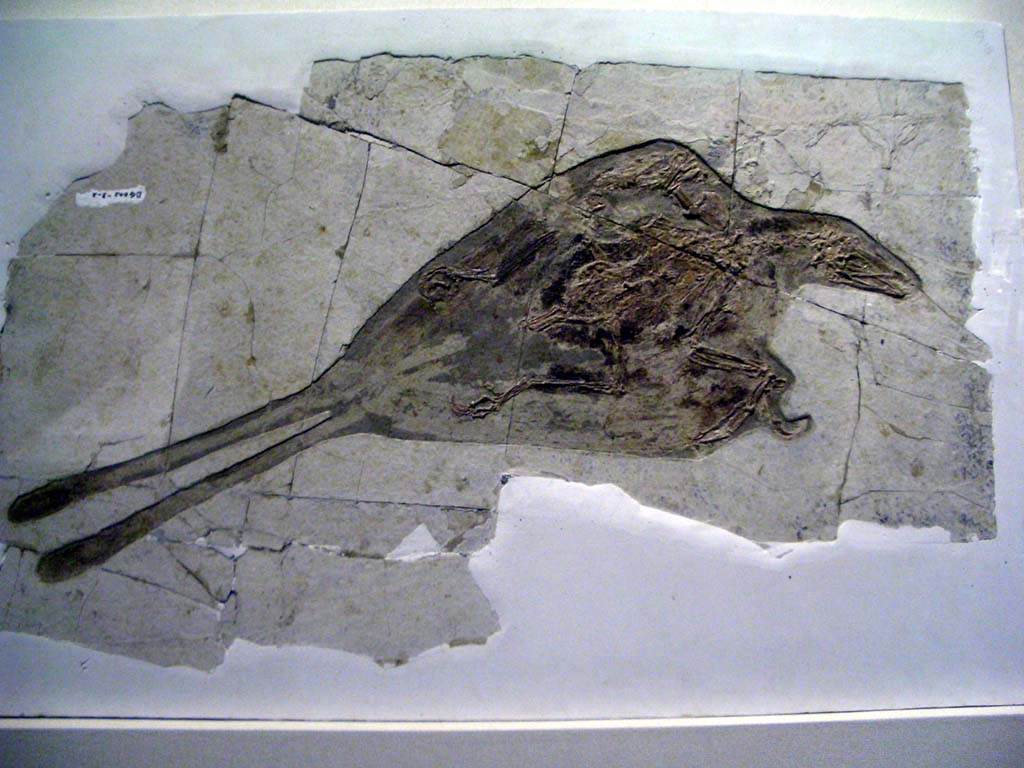
Confuciusornis sanctus, egy kréta kori madár Kínából

A paleontológia 2010-es évekbeli állása szerint a repülő theropodák, azaz madárszárnyúak (Avialae) a  deinonychoszauruszok legközelebbi rokona, és magukba foglalják a  dromaeoszauridákat és a troodontidákat is. Ezek együtt alkotják a Paraves csoportját. Több emblematikus tag, mint a  Microraptor, olyan jellemzőkkel bír, amelyek lehetővé tették számukra legalább a siklórepülést. A legtöbb emblemetaikus tag kis termetű volt. Ez felveti azt a lehetőséget, hogy a paravianok közös őse fán élt, és képes volt a siklórepülésre. Az Archaeopteryxtől és a többi  theropodáktól eltérően az első madárszárnyúak (Avialae) nem ragadozók vagy dögevők, hanem mindenevők voltak.
Az Archaeopteryx a 19. században az egyik megkerült hiányzó láncszemnek és az evolúció egyik bizonyítékának számított. Ez volt az első lelet, amin látszódtak még a hüllők jellegzetességei: fogak, karmos mellső ujjak, hosszú, hüllőszerű farok, és a modern madarakhoz hasonló tollas szárnyak. Ma már nem tekintik a madarak közös ősének, de hozzá közel állónak igen.

### Az első madárszerű állatok
A legkorábbi avialan fosszíliákat Kínában, a  Tiaojishan Formációban fedezték fel, és a jura szakaszára datálták, 160 millió évvel ezelőttre. Az ismert akkori avialan fajok:  Anchiornis huxleyi, Xiaotingia zhengi, és Aurornis xui. A jól ismert Archaeopteryx valamivel későbbi, 155 millió éves, és Németországban találták. Az ősi, dinoszauruszokra utaló jegyek mellett még további jellegzetességeik voltak, mint a második lábujj karma, ami sosem érintette a földet; és a hosszú tollak, amikkel a levegőben manővereztek.
Az Avialae fajokból sok különböző forma alakult ki a kréta korban. Több csoport megtartotta a korai jegyeket, míg más csoportok elvesztették ezek egyikét-másikát. Így például a  Pygostylia csoportban megrövidült a farok, és létrejött a  pygostyl csont. A késői krétában 95 millió évvel ezelőtt a modern madarak őseinek megjavult a szaglása.

### A korai madárősök sokfélesége
A rövid farkúakból kialakultak az enantiornithesek, melyek vállcsontjainak szerkezete fordított volt a modern madarakéhoz képest. Ők voltak az első változatos csoport a rövid farkúak közül. Sokféle ökológiai nichét foglaltak el, a homokban gázolóktól és halevőktől a falakó magevőkig. A kréta korban ők voltak a legelterjedtebb madárszerűek, azonban a kor végén kihaltak.
A másik ág, az  Euornithes vízi vagy félig vízi életmódot folytattak, halakkal és más kisebb vízi élőlényekkel táplálkoztak; gázló, úszó és búvár fajaik voltak. Ide tartoztak a sirályszerű Ichthyornis,  és a röpképtelenné vált  Hesperornithiformes, amelyek tengerekben halásztak.  Az enantiornithesek ezzel szemben a szárazföldön terjedtek el. A modern madarak irányába mutat a csőr kifejlődése és a fogak elvesztése, habár voltak csoportjaik, amelyek megőriztek néhány hátsó fogat. Emellett mellcsontjukon taraj alakult ki. Farkcsontjuk mozgékonnyá vált, amivel a farok is szabadabban mozgott,  és lehetővé tette a repülés közbeni manőverezést.

### Modern madarak
A modern madarakat és őseiket az Aves, más néven Neornithes néven foglalják össze, aminek két ága van: (1) Futómadár-szabásúak (Palaeognathae), ahova az olyan röpképtelen madarak tartoznak, mint a struccalakúak (Struthioniformes) rendje, és az olyan rosszul repülők, mint a tinamualakúak (Tinamiformes) rendje; és (2) a tarajos szegycsontúak (Neognathae), ahová a többi madarat sorolják. Ezeket többnyire nagyrendnek vagy alosztálynak tekintik, de Livezey és Zusi cohorsként (raj) tartja számon. A rendszertani nézőponttól függően a modern madarak ismert fajainak száma 9800 és 10 050 között változik.
A récefélék családjába tartozó késő krétában élt Vegavis faj leletei alapján a madarak már a kréta kor végén több ágra váltak szét. Alaktani elemzések szerint a modern madarak valamivel a legkorábbi fosszíliák előtt, a kréta kor közepén jelentek meg.
Az ágak közül először a Galloanserae vált le, ami a lúdalakúak és a tyúkalakúak öregrendje. Valószínűleg tőlük származik a valódi madarak első fosszíliája is 85 millió évvel ezelőttről, az Austinornis lentus fajtól. Az újabb szétválások időpontjai vitatottak; a kutatók csak abban értenek egyet, hogy az első Galloanserae fajok a késő krétabeli dinoszauruszok kortársai voltak. Abban viszont nincs egyetértés, hogy a többi faj mikor és milyen úton terjedt el.  A bizonyítékok ellentmondásosak; a molekuláris elemzések szerint még a kréta kor végén, míg a leletek szerint csak a kainozoikum alatt; ez vitathatóvá teszi az összes eredményt.  Mindenesetre az újabb eredmények azt mutatják, hogy a kréta kor végi kihalást csak kevés faj élte  túl, és ezekből származik a mai madarak egy népes csoportja.

## Elterjedésük

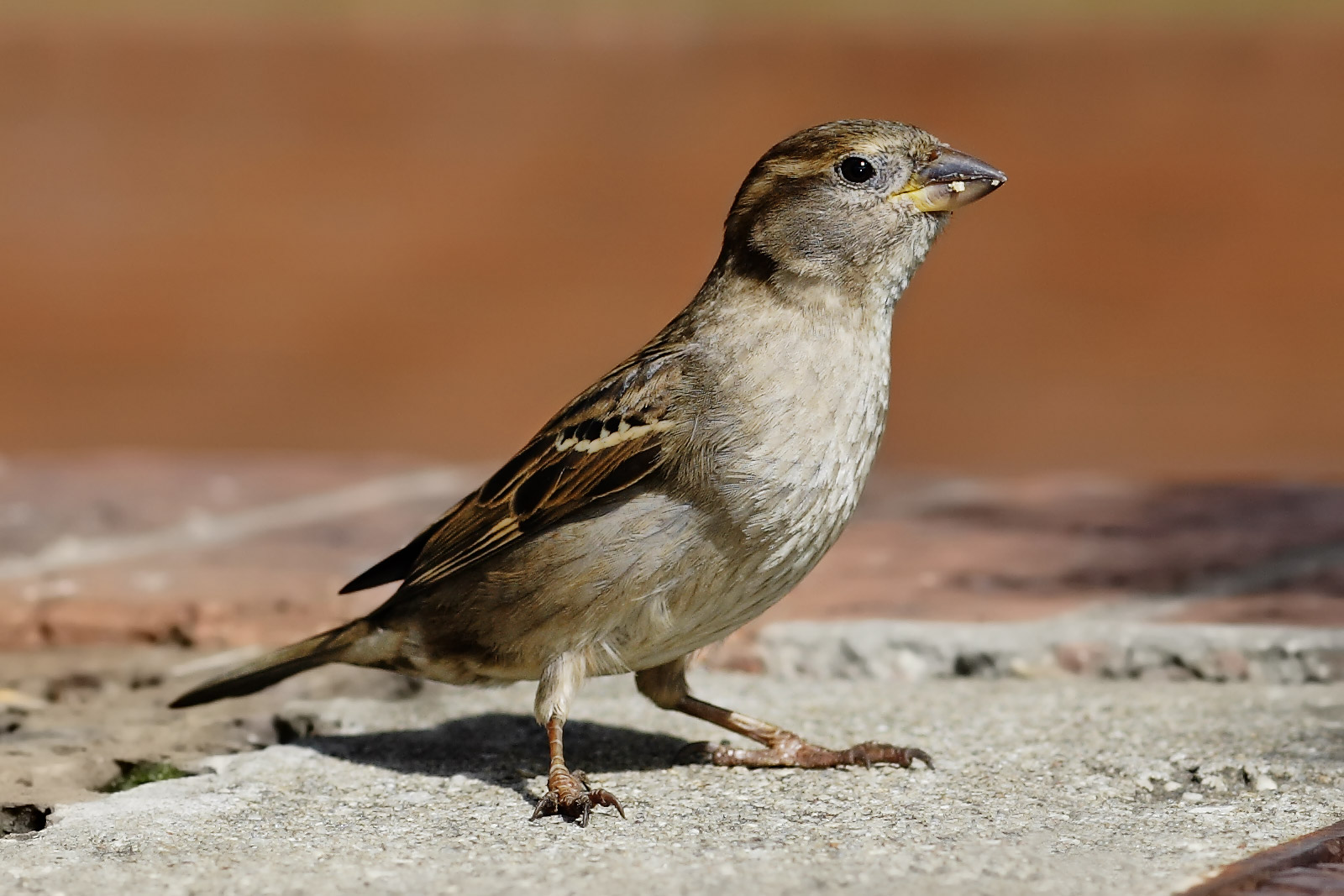
A házi veréb elterjedési területe nagyot bővült az emberi tevékenység következtében

A madarak jelen vannak a hét kontinens legtöbb szárazföldi élőhelyén, egészen a hóhojsza költőtelepeiig, amelyek az Antarktiszon 440 kilométerre vannak a tengertől. A fajok a trópusi területeken a legváltozatosabbak. Korábban úgy gondolták, hogy ennek oka az erősebb fajképződés, azonban azóta kiderült, hogy a fajképződés inkább a magasabb szélességeken gyorsabb, mivel ott nagyobb a fajkihalás is. A szárazföldek mellett a vizeken is élnek, egyes családok még az óceánokban is előfordulnak. Némely tengerlakó faj csak költeni megy a partra, és néhány pingvinfaj akár 300 méterre is lemerül az óceánban.
Sok madárfaj az ember segítségével terjedt el. Ez lehetett akaratlagos, vadnak (fácán) vagy véletlen, elszabadult díszállatként, mint a barátpapagáj Észak-Amerika egyes városaiban. Néhány faj hasznot húzott az ember tevékenységéből, így a pásztorgém, a pásztorkarakara,  vagy a rózsás kakadu, és elszaporodott a mezőgazdasági területeken  vagy a városokban.

## Testfelépítés
A madarak, bár igen változatos állatcsoport, testfelépítés szempontjából viszonylag egységesek. Más gerincesekhez képest több szokatlan jellegzetességgel bírnak, amelyek elsősorban a repülőképesség kialakulásához kapcsolódnak.

### Idegrendszer, érzékelés
A madarak központi idegrendszere viszonylag fejlett. Az agy mozgással foglalkozó kérgében a repülést irányító rész a legnagyobb. A kisagy vezérli a pontos mozgásokat, míg a nagyagy a komplex viselkedésmintákat, például a tájékozódást, az udvarlást és a fészeképítést. Az idegrendszer egyes részeinek megnevezése új terminológiát igényelt, mivel a madáragy másként épül fel, mint az emlősöké. Az 1990-es évek óta végzett vizsgálatok szerint a madarak értelmesebbek, mint ahogy azt korábban gondolták.
A madáragyra jellemző a sok apró idegsejt; térfogatához és tömegéhez képest sok sejtből áll. Az intelligensebb fajok (énekesmadarak, papagájok) agya tömegarányosan sokkal több sejtet tartalmaz, mint az emlősöké, a főemlősöket is beleértve. Testtömeghez képest az idegsejtek száma magasabb, mint a legtöbb emlősben, a főemlősöket kivéve. Például a sárgafejű királyka testtömege kilencede egy egérének, mégis kétszer annyi idegsejtje van. Az idegsejtek a nagyagyban, különösen a nagyagy kérgében helyezkednek el sűrűn, ami énekesmadaraknál és papagájoknál három-négyszer annyi idegsejtet jelent, mint a főemlősökben. A madárfajok között óriási a különbség az agy viszonylagos méretét illetően. A bankivatyúk testtömege ötvenszerese a széncinegének, mégis ugyanannyi neuronja van. De még a tyúkalakúak és a struccok esetén is akkora az idegsejtek sűrűsége, mint a főemlősöknél. A papagájok és az énekesmadarak nagy agya az utódgondozásnak köszönhető. A fejlettebb utódgondozás, mint feladat egy összetett viselkedésminta lehetővé teszi, hogy a fiókák agya is nagyra nőjön.

#### Látás
A madarak látása általánosságban jól fejlett. A vízimadarak szemlencséje képes egyaránt alkalmazkodni a víz alatti és a víz feletti viszonyokhoz, és éles látást biztosítani. Egyes fajoknak két sárgafoltja van. Négyféle csaptípusuk van, a  vörös, zöld, kék mellett ultraibolya fényt észlelő csapjaik is vannak (tetrakromázia). Az ultraibolya fény látása segíti őket a táplálékszerzésben és a párkeresésben is. A szem mellett agyukban is vannak fényérzékeny sejtek, amelyek észlelik a nappalok hosszának változását, és vezérlik az évszaknak megfelelő viselkedést.
Egyes madárfajok, például a kék cinke tollazata ultraibolya mintákat is mutat. Ez segíti a nemek megkülönböztetését. A hím udvarlás közben ezeket mutatja különböző pózok felvételével és a tollak felborzolásával. A sólymok a rágcsálók által hagyott vizeletjelzések segítségével találják meg zsákmányukat. A galambok és néhány más faj kivételével a madarak nem a szemhéjukkal, hanem pislogóhártyával pislognak, ami vízszintesen mozog. Vízimadarak ezt kontaktlencseként használják a vízben. A madarak szemében a fésűszerv gondoskodik a tápanyagellátásról és szabályozza az üvegtest kémhatását. A legtöbb madár nem tudja mozgatni a szemét; ha máshova akar nézni, akkor a fejét kell elmozdítania. Ez alól csak néhány kivétel van, például a kormorán. Azok a madarak, amelyeknek oldalt van a szemük, fejük elfordítása nélkül is látnak hátrafelé; azok a madarak, amelyeknek elöl van a szemük, távolságot tudnak becsülni, mint például a baglyok.

#### Hallás
A madaraknak nincs külső füle, csak néhány fajnál alkotnak fülszerű mintázatot a tollak, például egyes baglyoknál. A középfülben csak egy hallócsont van. A belső fülben csiga is van, viszonylag rövid és nincs feltekeredve. A baglyok füle aszimmetrikus, így pontosabban meg tudják határozni a leendő zsákmány helyét. A baglyok hallását arcuk alakja és tollazatának elrendeződése is segíti. Ezzel szemben a legtöbb madárnak el kell mozdítania a fejét, hogy meghatározza a hangforrás irányát. Körülbelül ugyanazokat a hangokat hallják, mint az ember, a 100 Hz alatti hangok kivételével. A hallás időbeli felbontása kiváló, de érzékenyebb az erős zajokra. Egyes fajok akár négy hangot is képesek egyszerre kiénekelni.

#### Egyensúlyozás
Nemcsak fülükben van egyensúlyozó szervük, hanem a medencében is, ami a testhelyzetet elemzi, és segíti az egyensúlyozást például ágon üléskor. Ha ez a szerv tönkremegy, akkor a madár nem képes reagálni az ág helyzetének megváltozására.

#### Szaglás és ízlelés
A legtöbb madár szaglása kifejezetten gyenge, ami megközelítően az emberének felel meg. Ez alól kivételek a kivifélék, az újvilági keselyűk,  és a  viharmadár-alakúak, akik szaglással keresik táplálékukat. Orrlyukaik a csőr tövén nyílnak.
Az ízlelőbimbók nem a nyelven, hanem a nyelv tövénél és a garatban helyezkednek el. Számuk alacsony az emlősökéhez képest (kacsa 200, ember 9000). A táplálékszerzésben alárendelt szerep jut az ízlelésnek, szerepe mégsem elhanyagolható.

#### Tapintás
A legtöbb madárnak a nyelve és a csőre a legérzékenyebb a tapintási ingerekre. Táplálékkereséskor a látást, táplálékfelvételben az ízlelést egészíti ki. Fára mászáskor a lábujjaik által észlelt ingerek alapján tájékozódnak. A lilealakúak és más madarak tapintással ismerik fel a táplálékukat, amikor az iszapban kotorásznak.

#### Mágneses érzék
Egyes fajok, különösen a vándormadarak észlelik a Föld mágneses terét, az erővonalak irányát. Ennek érzékszerve a szemben  (és/vagy) a csőrben helyezkedik el. Először Wolfgang Wiltschko mutatta ki vörösbegyen a  Zoologischen Institut in Frankfurt am Mainben 1967-ben.
A szemben levő mágneses érzékszerv a gyökpárképződés elvén működik, ugyanis a szembe érkező fény hatására molekulák gyökökké bomlanak. Erre a folyamatra hathat a Föld mágneses tere. A csőrben mágneses részecskék alkotják az iránytűt; elmozdulásukat a környező idegszövet észleli. A technikai eszközökkel szemben ez az iránytű inkább az inklinációt méri.

### Csontváz

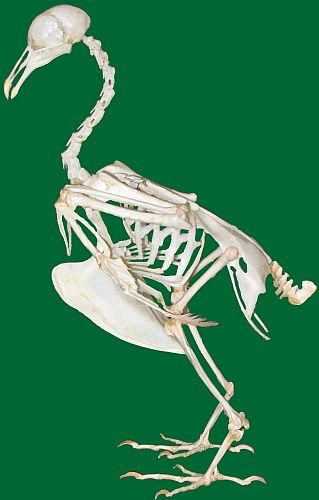
Egy galamb csontváza

A madaraknak két koponyatípusát különböztetjük meg: a futómadarakra és tinamukra jellemző paleognath és a repülő madarakra, valamint a pingvinekre jellemző, fejlettebb felépítésű neognath koponyát. Kifejlett madarakon a koponyacsontok összenőttek. Emellett a madarakra általánosan jellemző a fogatlan csőr és a nagy méretű szemüreg. A két szemüreget csontos sövény választja el.
A madarak csontjai, szemben az emlősök tömör csontjaival, üregesek, ezzel csökkentve az állat súlyát. A csontok nagyon könnyűek, üregeik a lélegzőrendszerhez kapcsolódnak.
A madarak számos (11-24) nyakcsigolyája igen lazán, heterocoelikus módon kapcsolódik egymáshoz, így a madárnyak rendkívül mozgékony. A hát mozgása már korlátozott, a többi szakasz pedig mozdíthatatlanul összenőtt, és az úgynevezett álkeresztcsontot vagy ágyékkeresztcsontot hozták létre.
A bordák laposak, és a futómadarak kivételével az összes madárfaj szegycsontján jellegzetes tarajt (crista) találunk, amely tapadási felületet biztosít a repülőizmoknak. (A futómadarak közül egyedül a tinamualakúaknál található tarajos szegycsont, de ezek is röpképtelenek, vagy igen rosszul repülnek).
A mellső végtagban (szárny) elkülöníthető a felkarcsont, az orsócsont és a singcsont, valamint két kéztőcsont, de a többi kéztőcsont a kézközépcsontokkal összenőve hozza létre a carpometacarpust.
A hátsó végtagban a combcsontot, a tibiotarsust (a lábszárcsont és néhány lábtőcsont összenövéséből), a vékony szárkapocscsontot, a csüdcsontot és a lábujjperceket különíthetjük el. A legtöbb madárfajnak 4 lábujja van, de a futómadarak esetében ez redukálódhat 3 vagy 2 lábujjra.

### Izomzat

A repülőizmok

A madarak szárnyát hatalmas méretű mellizmok (musculus pectoralis, musculus supracoracoideus) mozgatják, amelyek a szegycsont taraján tapadnak meg. A tarajról indulva az egyik izom (a m. pectoralis) a felkarcsont alsó felületéhez, a másik (m. cupracoracoideus) a vállízületet megkerülve a felkarcsont felső felületéhez tapad. Vagyis a szárny lecsapását és felemelését végző izmok ugyanott erednek.
A madarak lábának különleges izma a musculus pectinus, amely a térdízülethez tapad, és inakkal az egyes lábujjakhoz csatlakozik. Ha a madár behajlítja a térdét, a m. pectinus megfeszül, és a madár lábujjai összezáródnak, ezzel biztosítva a kapaszkodást.

### Kültakaró

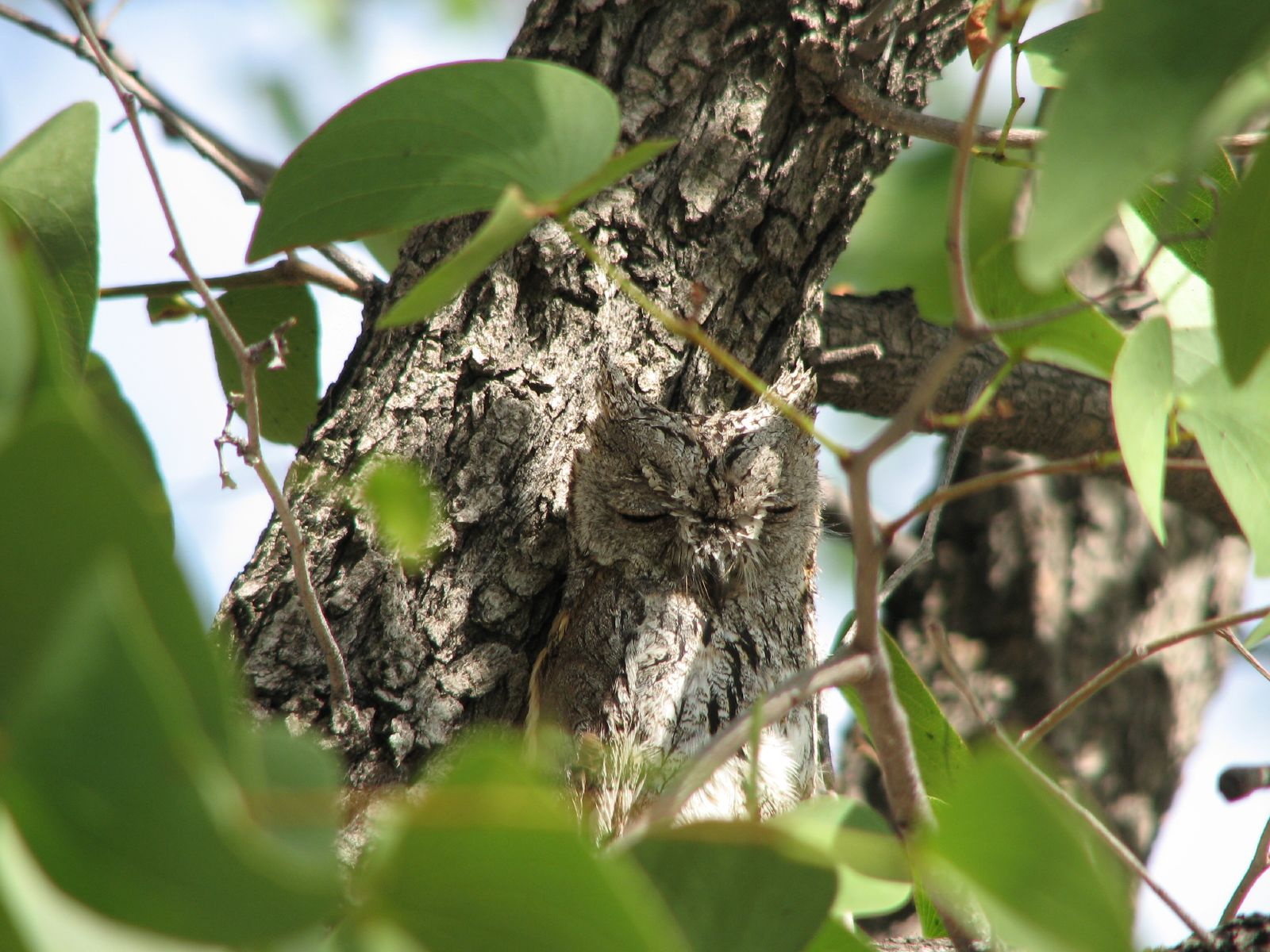
Az Otus senegalensis tollazata az álcázást segíti

A madarak testét tollak borítják, amelyeket evezőtollakra, fedőtollakra és pehelytollakra különítünk el. Ez ma már csak a madarakra jellemző; a földtörténeti múltban a nem a valódi madarakhoz tartozó dinoszauruszok között is voltak tollasak. Ez biztosítja a hőszigetelést, és segít a repülésben is.  A tollak még fontos szerepet játszanak a párválasztás során, illetve az álcázásban.  Több különböző tolltípus létezik a különféle célokra. A legtöbb madáron pásztákban nőnek, csak a pingvinek, a tüskésszárnyúmadár-félék és a ratites fajokon oszlanak el egyenletesen. A pászták eloszlása jellemző a különféle rendszertani egységekre, így segíthetnek a meghatározásban. A tollazat egy fajon belül is különböző lehet, függ a nemtől, a kortól és a társadalmi helyzettől.

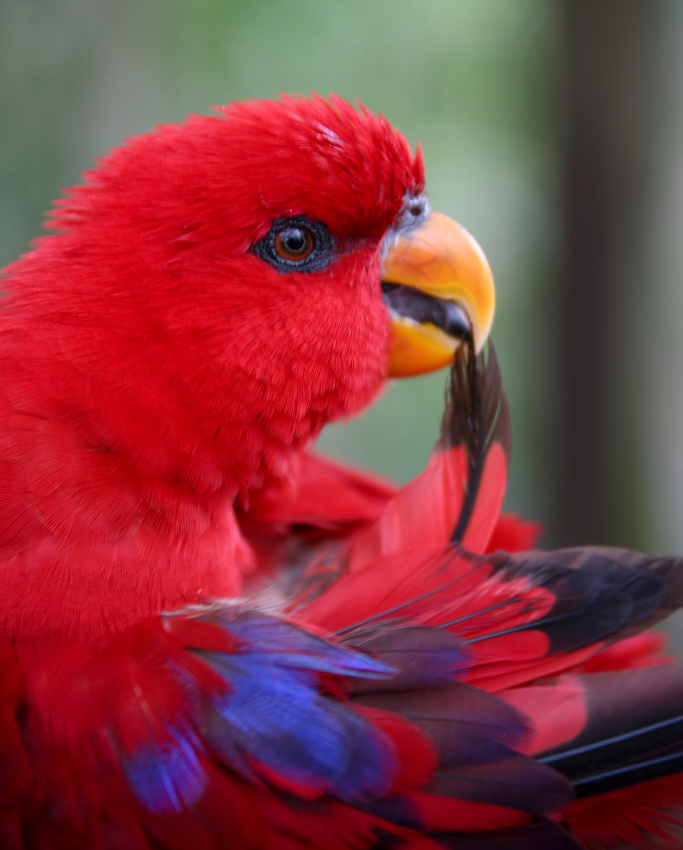
Tollászkodó vörös lóri

Rendszeresen vedlenek. Az évente kétszer vedlő fajok költési időn kívül nyugalmi tollruhát, udvarlási és költési időben nászruhát viselnek. A legtöbb faj évente vedlik; a nagy ragadozók még ritkábban, több évente. A vedlési mintázat fajonként változó. Az énekesmadaraknál a szárnytollak vedlése szimmetrikusan halad belülről kifelé. A következő toll akkor hullik ki, miután az előző már kinőtt. A fedőtollak az alattuk levő tollakkal együtt kerülnek sorra. A belső primary az első; miután az első öt primary lecserélődött, azután a terciary tollak következnek. Utánuk a secondary tollak jönnek. Néhány faj, például a kacsák egyszerre vesztik el szárnytollaikat, így egy időre röpképtelenekké válnak.  A faroktollak vedlési sorrendje a legtöbb fajon hasonló, belülről halad kifelé, de például a fácánoknál kívülről kezdődik. Harkályokon némileg módosult, a kifelé haladó fázis kihagyja a középső tollakat, azok a végén cserélődnek, így a harkály közben is támaszkodhat rá. Énekesmadarakon a primary tollak kifelé, a secondary tollak kívülről befelé, és a farok belülről kifelé cserélődik. Költés előtt a legtöbb faj nőstényei megkopaszodnak a hasukon. A bőr gazdagon erezett, ez segít a költésben.
A madarak többnyire minden nap tollászkodnak, ébren töltött idejük 9%-át fordítják erre a tevékenységre. Eltávolítják az idegen testeket.
A madarak bőre mirigyekben szegény. Legfontosabb mirigyük a farcsíkmirigy (Glandula uropygii), amelynek zsírban gazdag viaszos váladéka vízhatlanná teszi a tollazatát, és akadályozza a baktériumok növekedését és szaporodását. Egyes madaraknál különösen fejlett, más fajoknál hiányozhat. Tollászkodás végén ezzel a váladékkal keni be magát a madár. Ezt kiegészítheti hangyasavas kezeléssel, amit a hangyáktól szerezhet meg.
A madarak lábán a pikkelyek ugyanúgy keratinból vannak, mint a csőr, a tollak és a karmok. Többnyire az ujjakon és a metatarsuson láthatók, de egyes madarakon (jégmadár, fakopáncsok) bokáig terjednek. Úgy gondolják, hogy homológok a hüllők és az emlősök pikkelyeivel.

### Emésztőrendszer
A madarak nyelőcsövének jellegzetes tágulata a begy, amelynek két típusa létezik: a két oldalra irányuló begyzsákokból álló valódi begy és a nyelőcső egyszerű tágulata, az álbegy. Előbbi a galambokra, énekesmadarakra és tyúkfélékre, utóbbi a ragadozó madarakra és a récefélékre jellemző. Több ragadozó madár köpetet képez a zsákmány maradékából.
A madarak gyomra két részre tagolódik, a mirigyes gyomorra és az izmos zúzógyomorra vagy zúzára, amivel a táplálékot megőrlik, mivel nincs foguk, mert az akadályozná őket a repülésben. A madaraknál ezért előfordul, hogy homokot vagy apró kavicsokat nyelnek le, hogy azok segítsék őket a táplálék összezúzásában. A legtöbb faj a repülő életmódhoz való alkalmazkodás miatt gyorsan emészt. Egyes vándormadarak fehérjében tárolnak tartalékokat a vándorlás idejére.
Tápcsatornájuk rendre kloákában végződik, amely a tápcsatorna, az ivarszervek és a húgycső közös kivezetőnyílása.

### Légzés
A szárazföldi állatok közül a madaraknál alakult ki a legbonyolultabb és leghatékonyabb légzőszervrendszer. Kettős légzéssel lélegeznek, melynek lényege, hogy a többi állattal ellentétben nemcsak be-, hanem kilégzéskor is történik gázcsere. Ezt elsősorban a tüdő speciális felépítése teszi lehetővé. Belégzéskor a levegő 75%-a a tüdőbe, a maradék 25% a légzsákokba kerül.
További érdekesség, hogy a madarak hangképző szerve nem a gégében, hanem a főhörgők elágazásánál található, ezért két helyen is képződik hang. Az alsó gégefők izmos kamrák, amelyek többszörös membránt tartalmaznak. Egyes fajokban a légcső a testhez képest lényegesen hosszabb, ami felerősíti a madár hangját.
A madár ily módon képes egyszerre énekelni és levegőt venni, illetve egyszerre több hang kiadására is képes lehet. (A fülemülék például egyszerre négy különböző hang kiadására is képesek.)

#### A tüdő felépítése

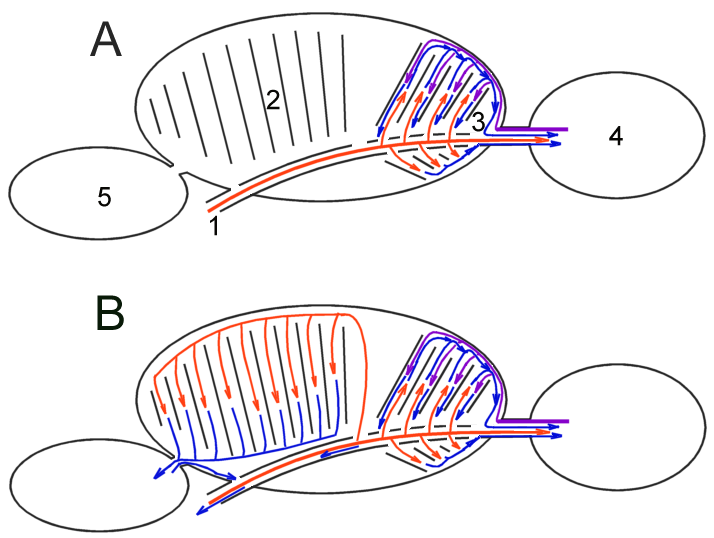
A madarak tüdeje és a kettős légzés (A: normál légzés, B: erőteljesebb légzés)
1. Trachea
2. Paleopulmó
3. Neopulmó
4. Hátulsó légzsák (csak a leghátsó pár)
5. Elülső légzsák

A madarak tüdővel lélegeznek, melynek felépítése erősen eltér az emlősök tüdejétől. Míg az emlősök tüdejében a levegő vakon végződő léghólyagokba (alveolusokba) fut, addig a madarakéban úgynevezett léghajszálcsövek találhatók, melyeken a levegő folyamatosan keresztüláramolhat.
Szerkezet alapján kétféle tüdőt különíthetünk el: a primitívebb paleopulmót, és a fejlettebb neopulmót. A paleopulmóban a levegő kilégzéskor és belégzéskor is ugyanabba irányba áramlik, a neopulmóban ellentétesen.
A tüdőhöz 5 pár légzsák csatlakozik, amelyek hatékonyabbá teszik a ki- és belégzést, valamint könnyebbé teszik a madár testét. A madarak tüdejének térfogata állandó, a légcserét a légzsákok nyomásváltozása működteti.

#### A kettős légzés
A légcső (trachea) közvetlenül kapcsolódik a két hátulsó pár légzsákhoz valamint a paleo- és neopulmóhoz is. Belégzéskor a friss levegő közvetlenül átáramlik mind a paleo-, mind a neopulmón, így belégzéskor gázcsere történik. Ugyanekkor a hátulsó légzsákba is levegő kerül: egyrészt friss levegő közvetlenül a tracheából; másrészt a neopulmón átáramló, és már oxigénben szegényebb levegő is ide jut. Így a belégzés végére a légzsákban oxigénben viszonylag gazdag levegő lesz. Kilégzéskor a hátulsó légzsákokból a levegő egyrészt a légcsövön keresztül kiáramlik, másrészt ismét átáramlik a neopulmón így kilégzéskor is történik gázcsere. A légzsákból közvetlenül, és a neopulmón keresztül is kerül levegő a paleopulmóba, ezzel is növelve a gázcsere intenzitását.

### Keringés
A madarak az emlősökhöz hasonlóan állandó testhőmérsékletű, úgynevezett meleg vérű állatok. Szívük két-két, szilárd válaszfal által elkülönített kamrából és pitvarból áll, és rostos zsák veszi körül. A rostos zsákban a szív folyadékban úszik. A vér visszaáramlását a szívben billentyűk gátolják. A szívverés ütemét a jobb pitvar falában található szinuszcsomó adja meg. A depolarizációs jelet kalciumionok okozzák. A szív izomzata ívekbe rendeződik, amelyek rétegeket alkotnak, a belső, a középső és a külső rétegeket. A pitvarok fala vékonyabb, mint a kamráké, mert a kamráknak erőteljesen kell összehúzódniuk az oxigéndús vér pumpálásához. Az azonos testtömegű emlősökhöz képest a madarak szíve nagy; így több vért tud egy időegység alatt pumpálni, hogy fedezze a repülés miatt megnőtt oxigén- és energiaszükségletet.
Két vérkörük van, a jobb szívfél a kisvérköri, a bal szívfél a nagyvérköri keringést tartja fenn. A kis vérkörben a jobb kamrából a szén-dioxidos vér a tüdőartérián keresztül a tüdőbe áramlik, majd onnan oxigéndús vér áramlik vissza a bal pitvarba. A bal kamrából oxigéndús vér áramlik a test szövetei felé, onnan szén-dioxidban dús vér a jobb pitvarba. A madarakban nagyon hatékony a gázcsere; a tüdőben tízszer akkora felület áll ehhez rendelkezésre, mint az azonos méretű emlősöknek, és a tüdőben több vér van a kapillárisokban hosszegységenként. Az artériákat a szívből kiindulva vastag elasztikus izmok védik a szívverés okozta nyomáskülönbségtől. A szívtől távolodva ahogy vékonyodnak, egyre merevebbek lesznek, amelyek oxigént és tápanyagokat szállítanak az egész testnek. Az egyre kisebb ágakra oszló artériák megnövelik a felszínt, és a vér folyása lelassul. A vér befolyik a legkisebb kapillárisokba, itt lezajlik a gázcsere. A vér annyira lelassul, hogy a gázcsere a lehető leghatékonyabb legyen. Az oxigéndús vér a bal pitvarba, majd a bal kamrába folyik. Az oxigénszegénnyé vált vér kis vénákba, majd vénákba gyűlik, és visszajut a szívbe, ahol is a jobb pitvarba, majd jobb kamrába ömlik.

### Kiválasztás
A madarak kiválasztószervei a hüllőkhöz hasonlóan működnek. Veséjük a nitrogéntartalmú salakanyagot húgysavként választja ki.  Néhány madár, például a kolibrik képesek egy másik anyagcsereúton ammónia formájában is megszabadulni a fölös nitrogéntől.  Az emlősöktől eltérően kreatinin helyett kreatint választanak ki a kloákába, ami a végbél utolsó szakasza.  Nincs húgyhólyagjuk; a vizelet a végbélbe folyik (a strucc kivételével), majd onnan félig folyékony állapotban az ürülékkel távozik. A végbélnek ez a szakasza a kloáka, nőstényekben a tojások is ezen haladnak át.

### Szaporodó szervek
A madarak két neműek, vannak hímek és nőstények. Nemüket a szexkromoszómák határozzák meg az ivart meghatározó ZW rendszer szerint. Eszerint a nőstényeknek ZW, a hímeknek ZZ kromoszómáik vannak. Tehát a nem megtermékenyüléskor eldől, a hőmérsékletnek erre nincs hatása. Azonban előfordulhat, hogy az egyik nem érzékenyebb a melegre, ami nemtől függő halandóságot okoz.
A madarak belső megtermékenyítésűek.
A legtöbb faj a kloákák összeérintésével párzik. Néhány fajnál a hímeknek van péniszük, ilyenek a lapos szegycsontúak a kivik kivételével, a lúdalakúak a tüskésszárnyúmadár-félék kivételével, és a tyúkalakúak. A Neoaves többi csoportjánál nincs pénisz.  A pénisz méretét a spermaverseny erősségével indokolják. Párzáson kívül a pénisz a kloákában pihen.
Ez az egyetlen gerinces csoport, ahol az elevenszülés semmilyen formában nem jelent meg. Minden madárfaj meszes héjú tojásokat rak.

### Védekezés
A viharmadár-alakúak néhány faja képes gyomrából olajat felöklendezni támadóira. Új-Guineában a pitohuis fajok közül egyesek tollai és bőre idegmérget tartalmaz.
Néhány fajnak éles sarkantyúja van a szárnyán; ezek a tüskésszárnyúmadár-félék, fácánfarkú levéljáró, tüskésszárnyú lúd, zuhatagi réce és kilenc bíbicfaj. Néhány más faj csontos bütyköt visel vagy viselt a szárnyában, ezek: a gőzhajórécék (Tachyeres), lúdformák, Rodriguez-szigeti galamb (kihalt), Chionis, Crax és Burhinus fajok. A kihalt jamaikai íbisz szárnya hosszú volt, és kézfej is volt rajta.[forrás?] Ezeket a fegyvereket használhatják a ragadozók vagy akár saját fajtársaik ellen is, amivel súlyos sérüléseket vagy akár halált is okozhatnak.

## Életmód
A legtöbb faj nappal aktív, éjjel és szürkületkor csak a baglyok és a lappantyúk aktívak. A tengerparti madarak nem az éjjel-nappali ciklushoz, hanem az árapályhoz igazodnak, és éjjel és nappal is járnak táplálkozni, ha a vízállás megfelelő.

### Repülés

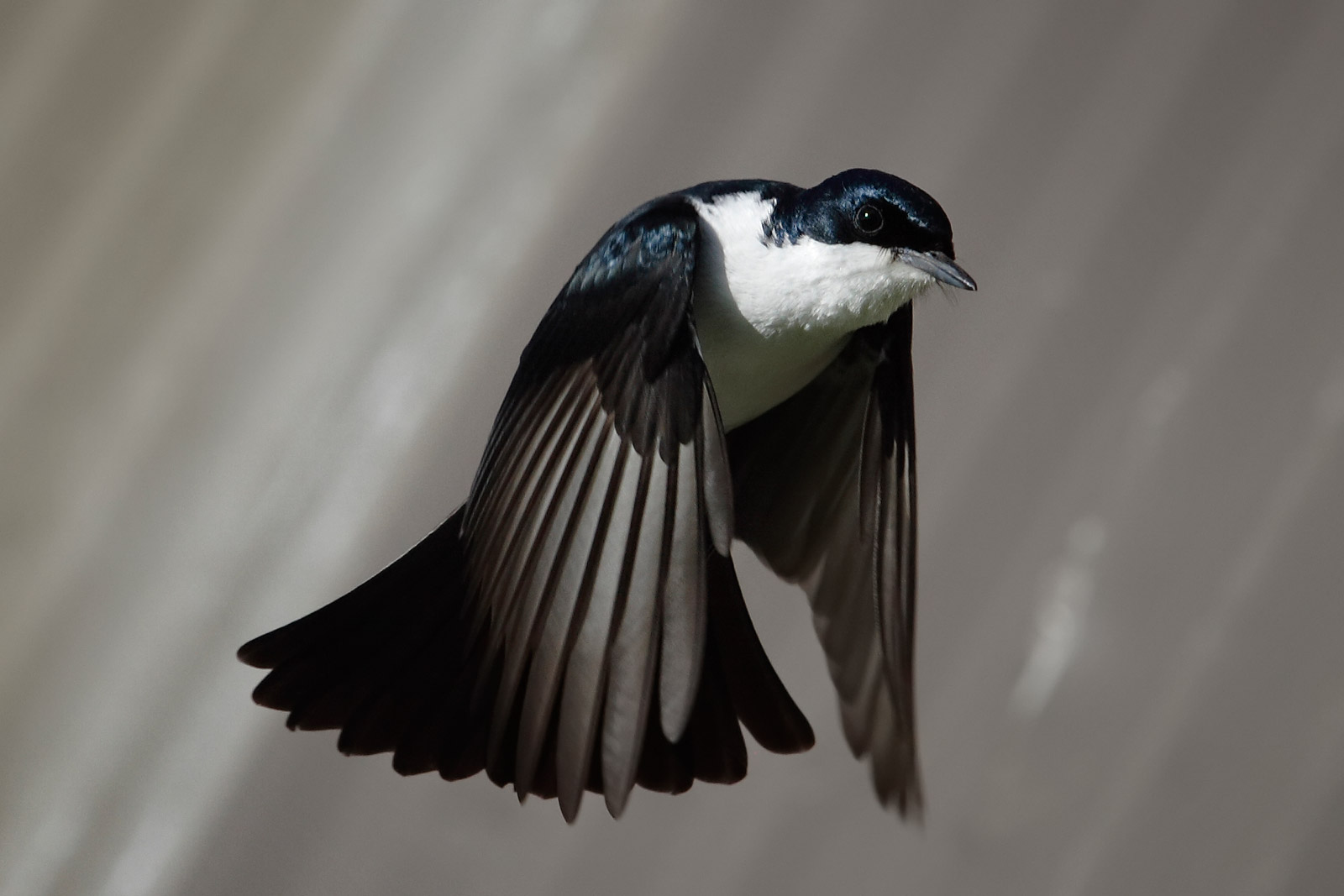
Fehérállú császárlégykapó repülés közben

A madarak alkalmazkodtak a repüléshez. A legtöbb madár tud repülni, habár vannak röpképtelen fajok. A mellső végtag szárnnyá alakult. A szárnyak alakja és mérete határozza meg, hogyan repül a madár. Általában  erős szárnyverdeséses szakaszok váltakoznak siklórepüléssel. Az erős repülőizmok eredése a mellcsonton kiemelkedő tarajon található. A testtömeg 15%-át teszik ki. Tollaik a bőr származékai, a szárny- és faroktollak a repülésre és a kormányzásra szolgálnak. Szivacsos szerkezetűek a csontjaik, ezért könnyebbek. A repülés nagy izommunkát igényel, ezért van szükségük fejlett légzésre és keringési rendszerre. Mindezek megkülönböztetik őket a többi gerincestől.
A repülést felhasználják táplálékszerzéshez, fészeképítő anyagok kereséséhez, ragadozók elkerülésére és a ragadozók elől való menekülésre. Voltak szigetek, ahová a madarak eljutottak, de az emlős ragadozók nem. Ezeken a szigeteken a madarak az emlősök szerepét betöltve és a szűkös erőforrások miatt röpképteleneké váltak. Hatvan jelenleg is élő faj és több kihalt faj is röpképtelen (volt). Egyes fajok ugyan nem repülnek, de repülő mozdulatkat végeznek úszás, búvárkodás közben: pingvinek, alkák. Ezeknek a repülő fajokhoz hasonló izomzatuk van. Puffin fajok és vízirigók úgy úsznak, ahogy repülnek. Néhány faj az energiában szegény táplálék feldolgozásához alkalmazkodott. A futómadarak a gyors futásért váltak röpképtelenekké.

#### A repülés fizikai alapjai

A kolibri repülésének fázisai

A madarak repülését a szárny felépítése teszi lehetővé. A madarak szárnya repülés közben úgy tereli a levegőt, hogy a szárny felett gyorsabban áramoljon, mint alatta. Így a felül áramló levegő nyomása kisebb lesz. A madár az ebből adódó aerodinamikai felhajtóerőt használja fel a repüléshez.
A madárszárny (és a legtöbb repülő állat szárnyának) különlegessége, hogy lecsapáskor a szárnyprofil az állat sebességétől függően változtatható, így képes a rá ható felhajtóerőt változtatni. A madarak repülése rengeteg kutatót és mérnököt foglalkoztat. Ez a mechanizmus ugyanis sokkal hatékonyabb, mint a repülőgépekben alkalmazott, mivel ezek szárnyprofilját csak nagyon kis mértékben lehet változtatni.
A madarak között egyedülálló a kolibrifélék repülési technikája. Szárnyaikkal előre-hátra csapkodva nyolcast írnak le a levegőben, így képesek egy helyben lebegni. (Erre egyetlen más madár sem képes.) Ehhez rendkívül gyorsan kell verdesniük: a legkisebb kolibrik másodpercenként akár hetven szárnycsapásra is képesek.

### Intelligencia
Egyes madarakat, mint a varjúféléket és a papagájokat a legértelmesebb állatok között tartják számon. Több faj is készít és használ eszközöket, továbbá tudást örökít át, amit kultúrának is lehet tekinteni. A vándormadarak minden évben nagy távolságokat tesznek meg. Társas állatok, hanggal és látható jelzésekkel kommunikálnak, és sok közös tevékenységben vesznek részt, mint telepeken költés, közös vadászat, tollászkodás és ragadozók elkergetése.

### Táplálkozás

A csőr alakja alkalmazkodott a madárfajok táplálékához

A különböző madárfajok táplálkozása változatos. Fogyasztanak nektárt, gyümölcsöt, növényeket, magokat, de dögöt és más állatokat is, gerincteleneket és gerinceseket egyaránt, köztük más madárfajokat. Mivel nincsenek fogaik, emésztőrendszerük alkalmazkodott a rágás nélkül megevett táplálék gyors emésztéséhez.
Vannak generalisták, akik többféle módszerrel többféle táplálékot fogyasztanak, míg a specialisták csak egyféle módszert használnak, és erősen válogatósak. Sok faj gerincteleneket, gyümölcsöket és magokat szedeget, de vannak fajok, amelyek lesből támadva kapják el apró zsákmányukat. A kártevőket elfogyasztó madarakat szívesen látják a gazdaságokban. A nektárevők (kolibrifélék, nektármadárfélék, lórifélék) koevolválódtak táplálékadó növényeikkel, és ecsetszerű nyelvük van. Kivifélék és gázlómadarak hosszú csőrükkel keresik gerinctelen zsákmányukat; a gázlómadarak fajonként változó hosszúságú csőre és módszerei különböző ökológiai fülkékre utalnak.  A búvármadarak, bukórécék, pingvinek és alkák víz alatt üldözik zsákmányukat, míg a szulafélék, jégmadárfélék, csérfélék légi vadászok, amelyek a levegőből csapnak bele a vízbe. A flamingófélék, három prionfaj, és néhány kacsa a vizet szűri. A libák és a réceformák főként legelnek.
Egyes madarak, mint a fregattmadárfélék, a sirályfélék és a halfarkasfélék kleptoparaziták, azaz más madaraktól lopnak élelmet. Viszont nem ez a fő táplálékforrásuk; a halászattal, vadászattal szerzett élelmüket egészítik ki. Egy kutatás a nagy fregattmadarak álarcos szuláktól való lopásait vizsgálta. A cikk szerint átlagban csak 5%-ot lopnak, és ebből táplálékuk legfeljebb 40%-a származik. Egyes fajok dögöt esznek; vannak, amelyek emellett vadásznak is, mint a sirályok, varjúfélék és más ragadozók, és vannak, amelyek nem, ezek a keselyűk.

#### Ivás
A madarak vízigénye viszonylag kicsi, mivel nincsenek izzadtságmirigyeik és kiválasztásuk is hatékonyabb, mint az emlősöké. Egyes sivatagi madarak képesek csak a táplálékból fedezni folyadékszükségletüket. Emellett másként is adaptálódtak ehhez a biotóphoz, például túlélik, ha testhőmérsékletük megemelkedik, és összegyűjtik a harmatot.  A tengeri madarak tengervizet isznak, a sót pedig a fejükön elhelyezkedő mirigyek választják ki.
A legtöbb madár úgy iszik, hogy először a csőrébe veszi a vizet, majd felemeli a fejét, hogy a víz lefolyjon a nyelőcsövén. A galambfélék, díszpintyfélék, egérmadárfélék, guvatfürjfélék és túzokalakúak tudnak a fejük felemelése nélkül is inni. Néhány sivatagi madár függ a vizesgödröktől, és a pusztaityúk-félék seregestül járnak vízért. A hímek hastollaikba itatva visznek vizet családjuknak.  Vannak fajok, amelyek begyükben szállítják a vizet, és a táplálékkal együtt öklendezik fel. A galambok, flamingók, pingvinek begytejet választanak ki a fiókák táplálására.

### Tollászkodás
A tollászkodás fontos a madár egészsége szempontjából. Mivel a tollazat életfontosságú, rendben kell tartani. A tollakat gombák, tollatkák és madártetvek támadják.  A tollazat átkenése mellett a madarak szívesen fürödnek vízben vagy porban. Egyes fajok belemerülnek a vízbe, de vannak, amelyek inkább belerepülnek. Az erdei madarak gyakran a leveleken összegyűlt esővízben vagy harmatban mártóznak. Száraz területeken homokfürdőt vesznek. A hangyafürdőzés azt jelenti, hogy a madár hagyja, hogy hangyák árasszák el tollruháját. A hangyasav tovább tisztítja a tollakat és a bőrt. Egyes fajok kitárt szárnyakkal napfürdőznek.

### Vándorlás

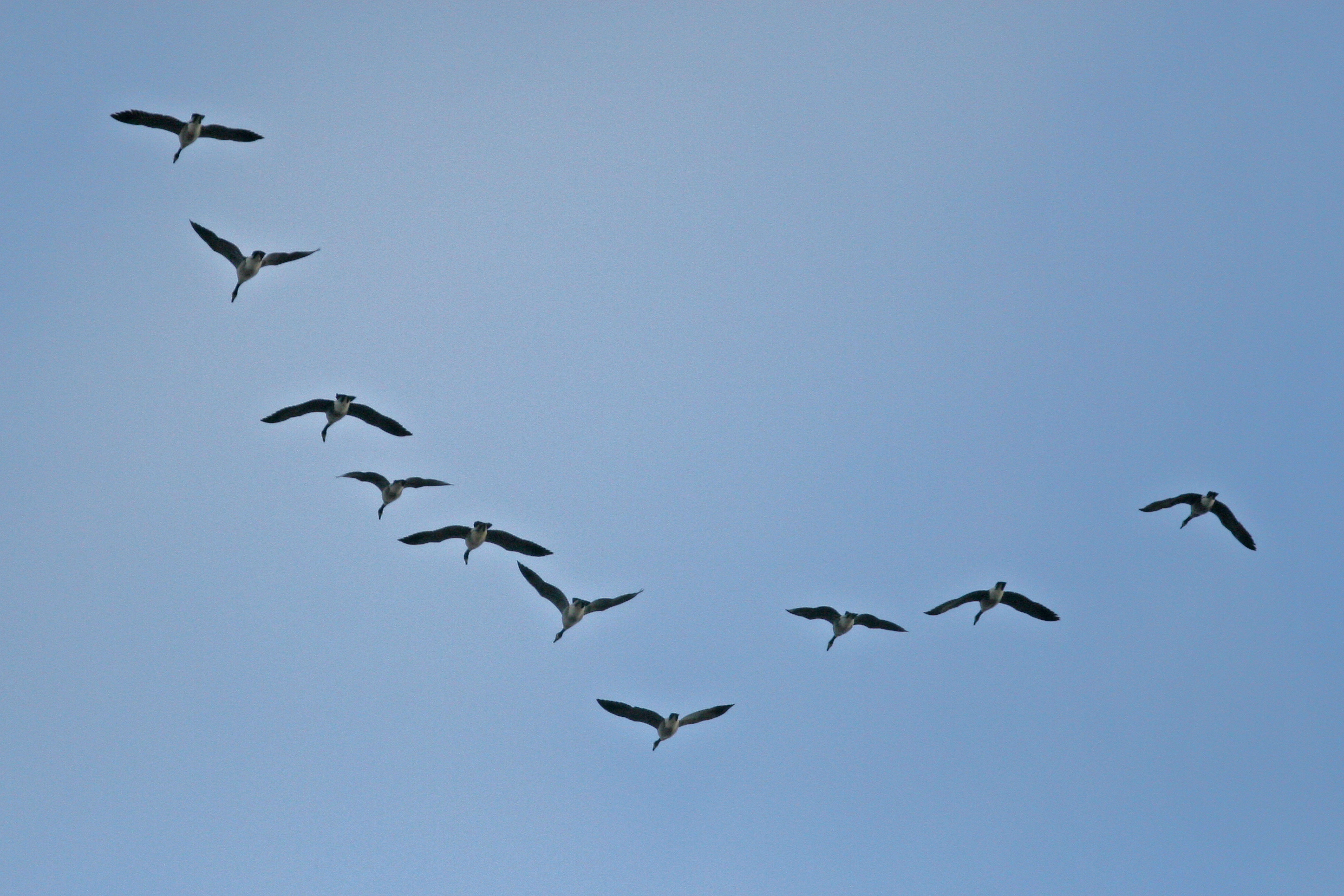
V alakzatban repülő kanadai ludak

Sok faj kihasználja a különböző éghajlati öveket, és vándorol. A vándormadarak közé tartoznak szárazföldi, vízi és parti fajok, amelyek mérsékelt vagy hideg égövben szaporodnak, és költési időn kívül a trópusokra vagy a másik féltekére repülnek. Indulás előtt feltöltik raktáraikat, testzsírjuk megnövekszik, és egyes szerveik összemennek, mivel a hosszú repülőutak nagyon energiaigényesek, különösen, ha tengereken vagy sivatagokon repülnek át, és nincs lehetőség táplálkozni. A szárazföldi vándormadarak többnyire körülbelül 2500, míg a parti madarak 4000 km-t tudnak megtenni. A rekorder a kis goda, ami éjjel-nappal repülve 10 200 km-re jut el.  Tengeri vándormadarak még hosszabb utakra indulnak, a leghosszabb utat a Chilében és Új-Zélandon költő szürke vészmadár teszi meg, és Japánban, Alaszkában és Kaliforniában tölti a nyarat. Évente összesen 64 ezer kilométert utazik. Más tengeri madarak inkább rögzített útvonal nélkül nagy távolságokra kóborolnak. A Déli-óceánon fészkelő albatroszok gyakran egészen az északi sarkvidékig repülnek.

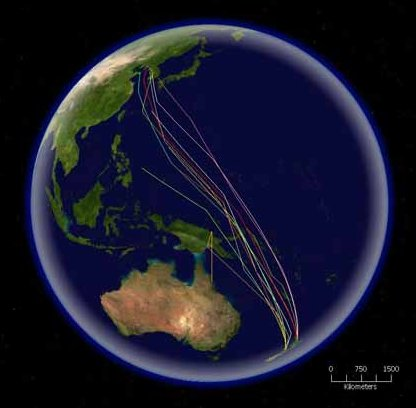
Kis godák műholddal megfigyelt útja. Ezek a madarak éjjel-nappal repülve évente több mint 10 ezer kilométert képesek megtenni

A többi faj is kóborol, azaz rögzített útvonal nélkül rövidebb távolságokat tesz meg, hogy elkerülje a rossz időjárást és táplálékot szerezzen. Ilyenek a pintyek, amelyek költőhelyükhöz sem ragaszkodnak; évről évre új helyet keresnek maguknak, így ha az egyik évben sokan vannak egy helyen, akkor a következőben lehet, hogy eltűnnek onnan. Előfordul, hogy ugyanannak a fajnak az északibb területein költő példányai oda húzódnak, ahol fajtársaik egész évben tartózkodnak. Mások csak részben vándorolnak, általában nőstények és alávetett hímek. Egyes régiókban sok faj viselkedik így; Ausztráliában a nem énekesmadarak körében 44%, míg énekeseknél 32%. Magassági vándorlásra hegyekben költő fajok indulnak, a rossz idő közeledtével lejjebb vándorolnak. Ezt többnyire a lehűlés váltja ki, és a hegyek lakói jobb táplálékellátottságú helyeket keresnek maguknak.  Néhány faj nomád életmódú, nem tart territóriumot, hanem mindig oda vonul, ahol megfelelőek a körülmények. A papagájok rövidebb utakat tesznek meg.
Már régóta ismert, hogy a madarak visszatalálnak fészkelőhelyükre. Az 1950-es években Bostonban útjára bocsátottak egy atlanti vészmadarat, ami 13 nap alatt 5150 km távolságról visszatért kolóniájába a walesi Skomernál. Vándorlásuk alatt a madarak többféleképpen is tájékozódnak. Nappal a Napot, éjjel a Holdat és a csillagokat használják iránytűnek. A Nap helyzetének változását belső órájuk segítségével kompenzálják. A csillagok közül a poláris csillagképek helyzetéhez igazodnak. Emellett egyes fajok a Föld mágnesességét is kihasználják.

### Kommunikáció

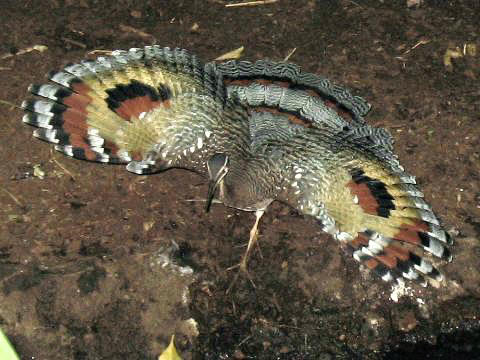
A guvatgém nagy ragadozót mímelve védi fiókáit

A madarak látható és hallható jelekkel kommunikálnak. A jelzések egy része a fajtársakhoz, másik része más fajok tagjaihoz szól.
Testtartásukkal és tollazatuk felmeresztésével kifejeznek dominanciaigényt, vagy fenyegetőznek, eljátszva a nagy ragadozót, mint például a guvatgém a ragadozókkal szemben, hogy megvédje fiókáit. A tollazat formája, színe és mintázata a faj, a nem vagy az egyed azonosítását is lehetővé teszi. A látható kommunikáció magában foglalja a rituálékat is, amelyeknek eredetileg nem jelzésértékük volt, hanem gyakorlati eredményük. A rituálék jelezhetnek agressziót, behódolást, vagy a másik párként való elfogadását. A legbonyolultabb rituálék az udvarlást kísérik; a táncok gyakran sok különböző mozdulatból állnak.  A hímek szaporodási sikere ezektől a táncoktól függ.
Madárének

Probléma esetén lásd:Médiafájlok kezelése.
A madarak hangképző szerve az alsó gégefő, ami a hörgők kettéágazásánál található. A hangzó kommunikáció hívásokból és énekekből áll, amelyek nagyon összetettek lehetnek. A madarászoknak le kell lassítaniuk a felvételeket, hogy értelmezni tudják a hallottakat. Egyes fajok külön tudják mozgatni a két gégefőt, így duettet tudnak énekelni önmagukkal.
A hívójelek sokfélék. Hívják társaikat, felmérik a közelben tartózkodókat, párzásra hívnak, védik területüket, azonosítják egymást;  ragadozókra figyelmeztetnek, néha a veszély típusát is megjelölve. Néhány madár a saját hangját mechanikai hangokkal egészíti ki. A Coenocorypha fajai levegőt vezetnek át tollaikon,  a fakopáncsok fákon kopogtatva jelzik területüket, és a pálmakakaduk eszközökkel dobolnak.

### Társas kapcsolatok

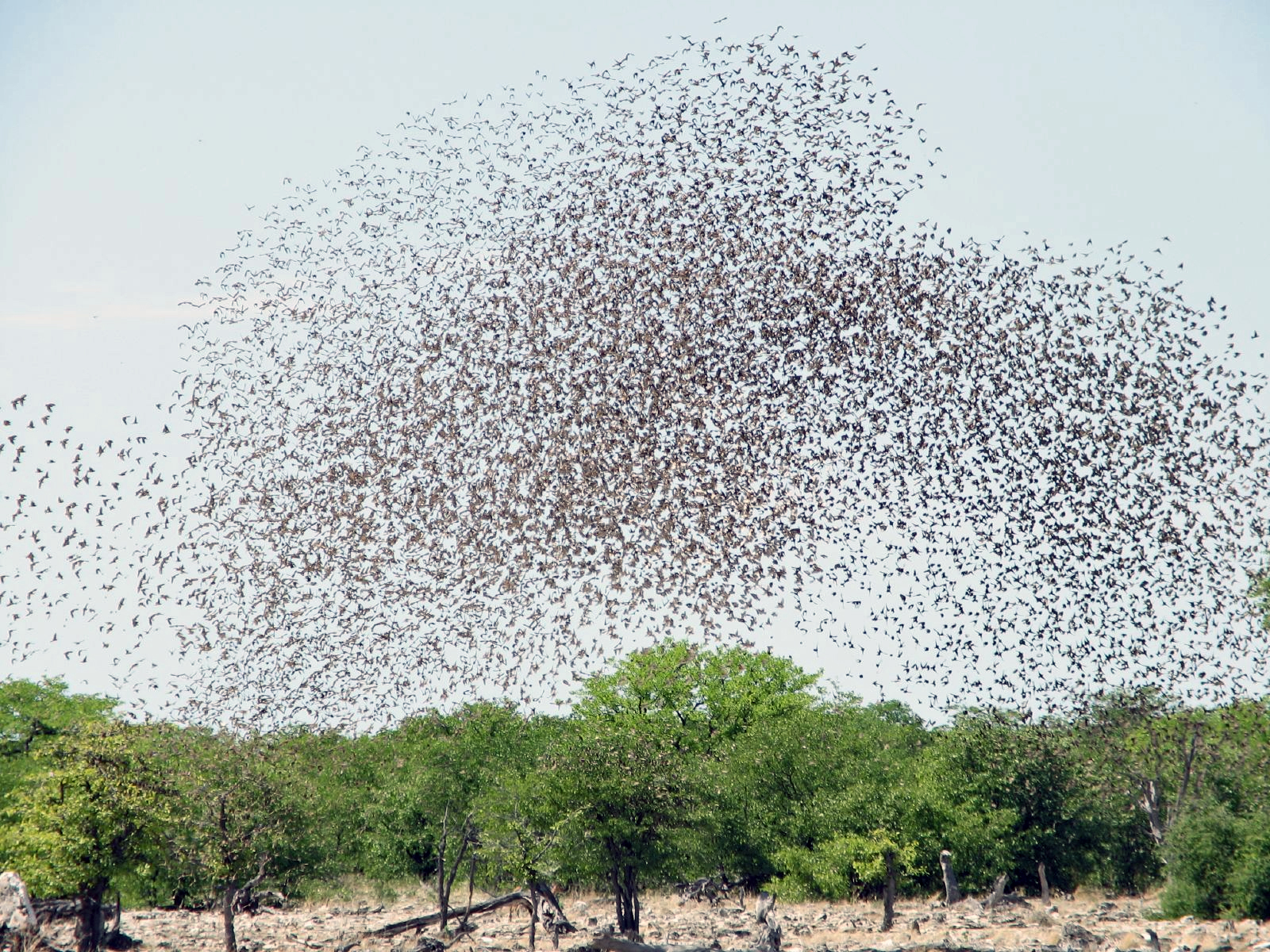
Piroscsőrű szövőmadarak raja. Ez a faj a legnagyobb egyedszámú a madarak között, és akár tízezres létszámú rajai is lehetnek

Néhány faj területhez kötve, családban él, míg mások nagy rajokat alkotnak. A rajképzés előnye a nagy szám által adott védelem, és a hatékonyabb táplálékszerzés. Az egy faj által alkotott nagy rajok biztonságot adnak, de növelik a versengést a táplálékért.  A ragadozók elleni védelem különösen fontos a zárt területeken, mint az erdők, ahol a lombok eltakarhatják a ragadozókat, de több szem többet lát, így hamarabb riadót fújhatnak. Ez nagy, sok fajt magukban foglaló csapatok kialakulásához vezetett, ahol a különböző fajok nem versengenek egymással a táplálékért, és az egyes fajok létszáma kicsi. Ugyanis, ha túl sokan lennének egy fajból, akkor az alacsony rangú tagok bántalmazása nagyban csökkentené a táplálékszerzés hatékonyságát.
A madarak néha más, nem madár fajokkal is társulnak. A tengeri madarak gyakran vadásznak együtt delfinekkel és tonhalakkal, így a zsákmányhalaknak egyik irányból sincs menekvés. A szarvascsőrűmadár-félék a közönséges törpemongúzzal társulnak, és együtt keresnek táplálékot, és kölcsönösen figyelmeztetik egymást a veszélyre.

### Pihenés

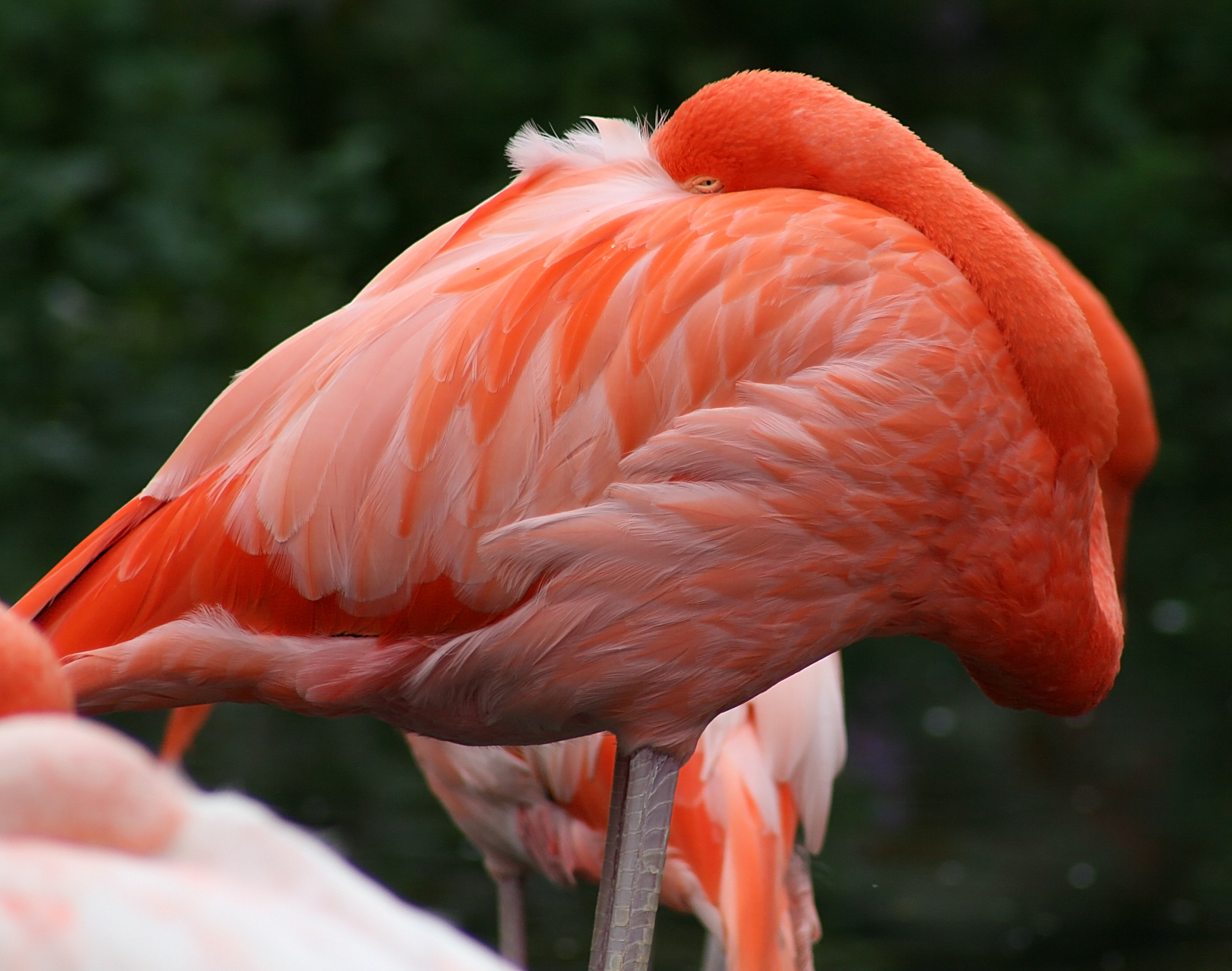
Alvó karibi flamingó. Ez a póz gyakori az alvó madaraknál

Gyors anyagcseréjük miatt a madarak az aktív napszakukban is alszanak időnként. Alvás közben néha rövid időre kinyílik a szemük, hogy szemrevételezzék a környezetet, nincs-e veszély. Úgy tudják, hogy a sarlósfecskefélék repülés közben is tudnak aludni, és radarmegfigyelések szerint a magasságcsökkenést a széllel szembe fordulva ellensúlyozzák. Egyes alvástípusok alkalmasak lehetnek arra, hogy a madarak repülés közben is pihenhessenek. Egyes fajoknál kimutatták, hogy agyféltekéik külön is tudnak aludni. Ezt a képességüket a rajban elfoglalt helyükhöz képest használhatják ki, mivel így az éber féltekéhez tartozó szem a kívülről érkező veszélyeket figyelheti. Tengeri emlősöknél is ismert hasonló adaptáció.  A madarak gyakran összegyűlnek éjszakára, aminek céljai a hatékony hőszabályozás és védekezés. A gyülekezőhelyet is ennek megfelelően választják. Izzadságmirigyek híján különféleképpen hűtik magukat, például árnyékba húzódnak, vízbe állnak, kitárják szárnyukat, vagy levizelik magukat.
Sok madár alvás közben nyakát a hátára hajtja, és csőrét a háttollak közé fúrja, míg más fajok a melltollaik közé dugják csőrüket. Sok madár fél lábon alszik, míg mások mindkét lábukat a tollaik közé rejtik, különösen hideg időben. A Loriculus nem papagájai fejjel lefelé lógnak. Az énekesmadarak lába reflexesen zárul a gally körül alvás közben. Néhány nagyobb madárfaj, mint a fürj és a fácán éjszakára felgallyaz, vagyis fára települ alváshoz. Néhány kolibrifaj anyagcseréje jelentősen lelassul éjszakára. Ez több száz faj esetén megtörténik, így a kuvikfecskealakúak, az Artamus fajok és a lappantyúfélék esetén is. A téli estifecske hibernálódik.

## Szaporodás

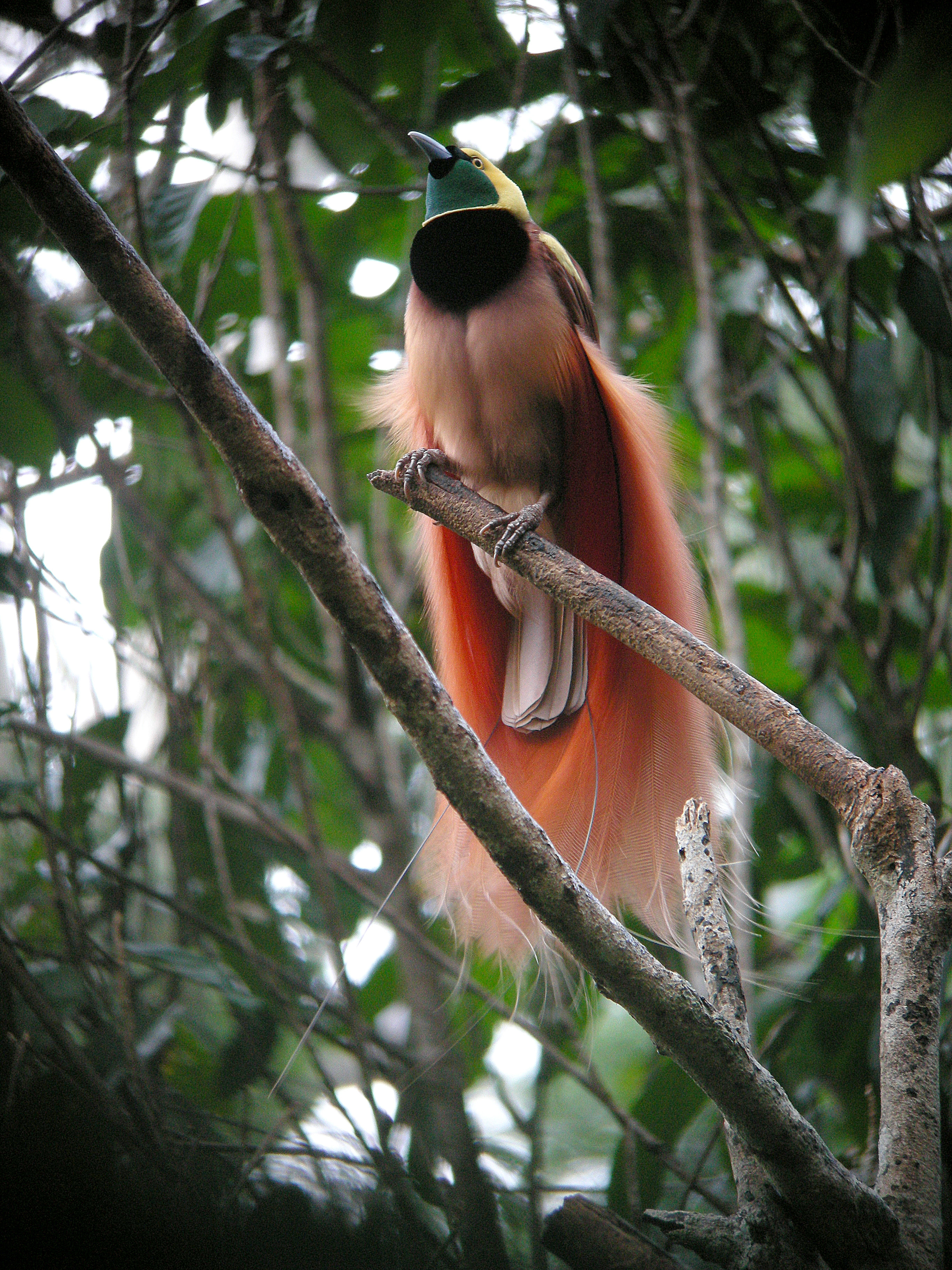
Ahogy családjának többi tagja, a hím Raggi-paradicsommadár nászruhájával kelt benyomást a nőstényekre

A fajok 95%-a szociálisan monogám. Ez azt jelenti, hogy egy hím és egy nőstény párba áll, a legtöbb fajnál egy tenyészszezonra, néhány fajnál évekre vagy egy egész életre. Ez lehetővé teszi, hogy a szülők közösen neveljék fiókáikat, mivel egy szülő csak nagy nehezen, vagy egyáltalán nem járna sikerrel. Azonban a legtöbb fajnál a félrelépés sem ritka. Ez tipikus, ha a nőstény domináns hímmel lép félre, vagy a  réceféléknél a hím erőszakot követ el a nősténnyel. A nőstények tartalékolni tudják a spermát, egyes fajok akár 100 napig is, így több hím spermáját is összegyűjtheti, így bebiztosíthatja magát arra az esetre, ha a párjának nem működne a spermája.  Ezeknél a fajoknál a párzási időszakban a hímek kísérgetik párjukat, hogy nehogy megcsalja őket, és hogy valóban a saját fiókáikat neveljék fel.
Vannak más szaporodási rendszerek is, előfordul promiszkuitás és a poligámia több változata is (egy hím, több nőstény; több hím, egy nőstény; több hím, több nőstény). A poligám rendszerek akkor alakulnak ki, ha egy szülő, többnyire a nőstény egyedül fel tudja nevelni a fiókákat. Néhány fajnál több rendszer is előfordul, a körülményektől függően. Homoszexuális párokat is megfigyeltek hímeknél és nőstényeknél is, udvarlással, párba állással, párzással, félrelépéssel és közös utódneveléssel.
A párba állást általában udvarlás előzi meg. Tipikusan a hím udvarol a nősténynek. A legtöbb egyszerű, az udvarló énekel; más rendszerekben kifinomult táncot ad elő, repül, fészket vagy lugast épít, néha testvéreivel közösen, lekben. Általában a nőstény választ párt, de ez alól is van kivétel: a víztaposó, ahol a nemek szerepe fordított. A hímek választanak párt a színpompás nőstények közül, és a hímek nevelik fel a fiókákat. Egymás etetése az udvarlás alatt nem jellemző, általában párzás után fordul elő.

### Fészekrakás és költés
Sok faj területfoglalással védi a család táplálékbázisát. Amely fajok nem foglalnak területet, azok telepesen fészkelnek, és a sokaság nyújtotta védelmet élvezik. Ők a fészekhelyet védik, mivel a telep belseje védettebb, mint a külső része. Egyes telepeken több faj költ, itt a küzdelem független a fajtól.

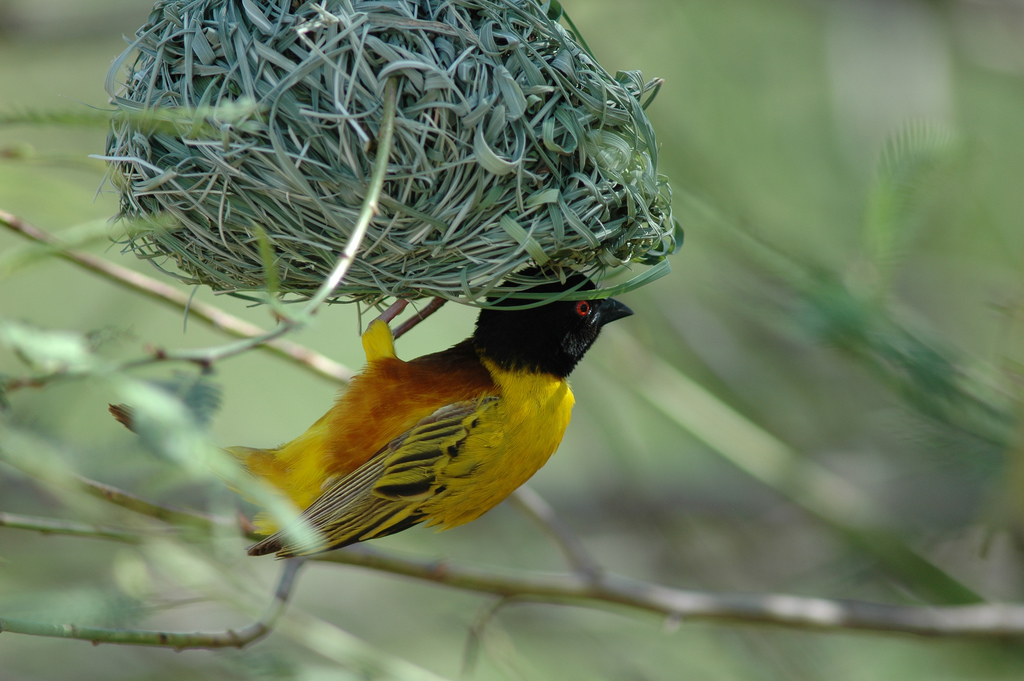
A hím aranyhátú szövőmadár jól kidolgozott fészket épít fűszálakból

Többnyire az üregekben költő fajok fehér tojást, a szabadon álló fészekben költők terepszínű tojást raknak; ez alól azonban sok a kivétel. A lappantyúfélék halvány héjú tojásukat tollakkal álcázzák. Azok a fajok, amelyeknek költésparazitáik vannak, többféle színű tojást raknak, hogy észrevehessék a költésparazita tojását. Minden új szín előnyben van. A költésparaziták azzal alkalmazkodnak, hogy olyan fészket keresnek, ahol a tojások az övéihez hasonlóak.

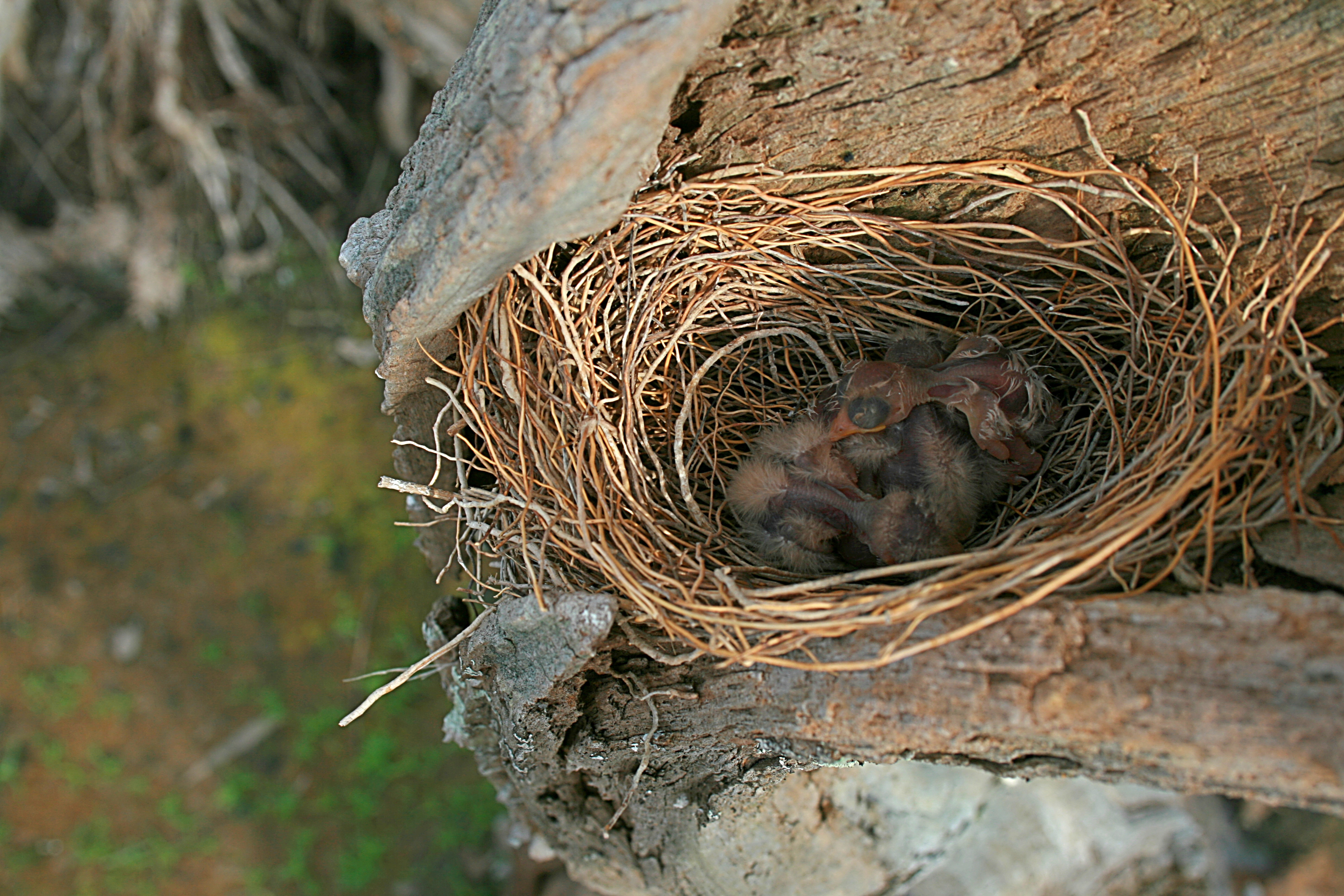
A fehérhasú fecskeseregély fészeklakó fiókái

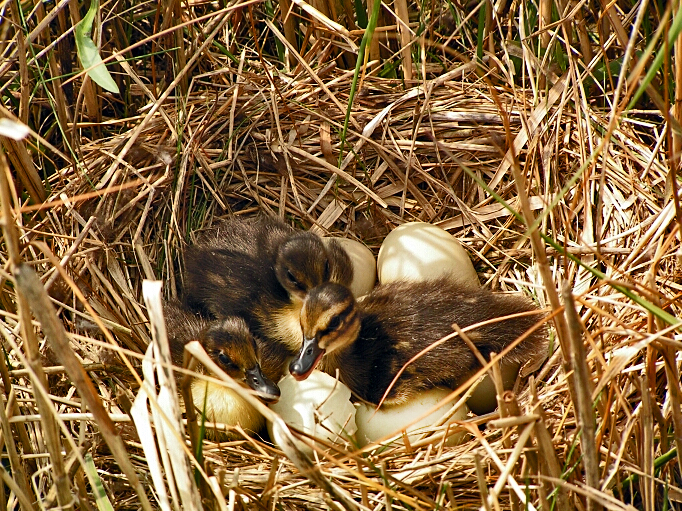
A tőkés réce fészekhagyó

A legtöbb madár fészekbe rakja tojásait. A fészek alakja sokféle lehet, lehet csésze, dóm, lapos, emeletes, üreg vagy halom.  Néhány fajnak nincs szüksége jól kiépített fészekre; az albatroszok csak kimélyítenek egy gödröt, az a fészek. A legtöbb madár elrejti, de a telepesen költők inkább nyitott fészket építenek, mivel védettebbek. Egyes fajok olyan növényeket válogatnak össze, amelyek védenek az élősködőktől, hogy a fiókák egészségesek legyenek, és hőszigetelésként gyakran építenek be tollakat. Néhány faj egyáltalán nem épít fészket; a lumma a földre rakja a tojásait, a császárpingvin a lábai között tartja. A fészek hiánya gyakori azoknak a fajoknak a körében, amelyek talajra rakják tojásaikat, és fiókáik fészekhagyók.
A fészekhagyó madarak fiókái képesek követni anyjukat kikelésük után és önállóan táplálkoznak, de például repülni még nem tudnak.  Általában talajszinten fészkelnek. A lúdalakúakra és a tyúkalakúakra jellemző.
A fészeklakó madarak általában csupaszon (csekély tollazattal), fejletlenül (csukott szemmel) kelnek ki, a szülők még sokáig gondozzák őket. Mivel a fiókák még nem önállóak és nem tudnak repülni, sőt, eleinte még járni sem, nagyrészt fákon fészkelnek, hogy az utódok védve legyenek a ragadozóktól. Kevés tojást raknak, mert a szülők nem tudnak sok fiókát gondozni.

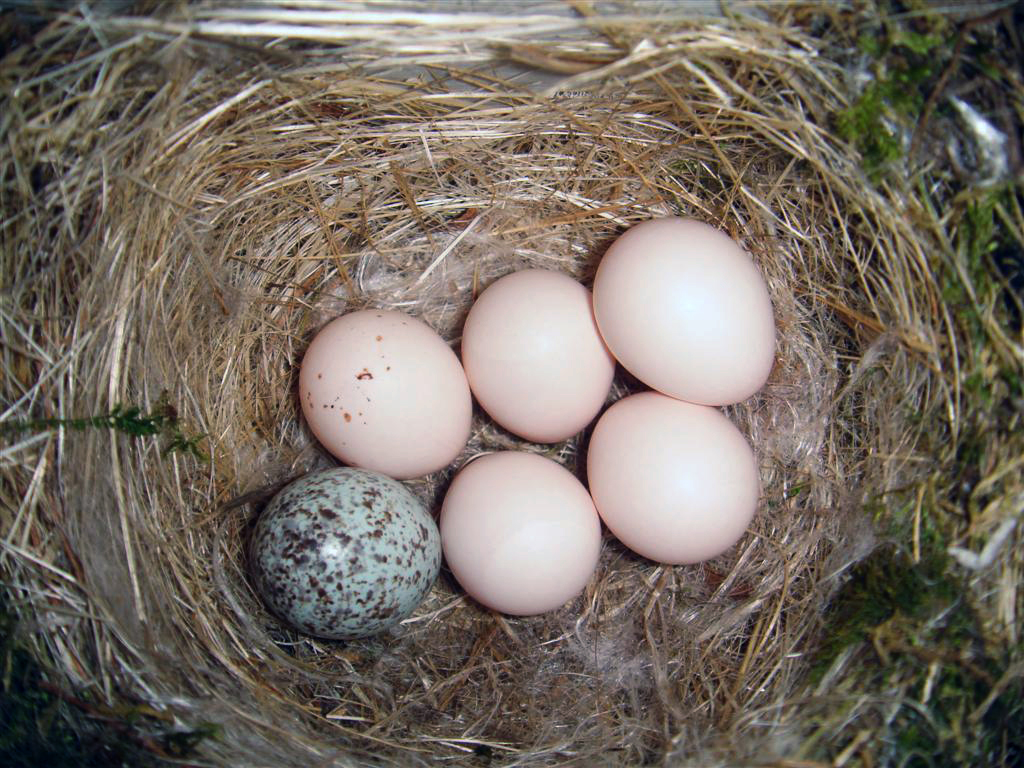
Szürke légykapótirannusz fészke, amibe barnafejű gulyajáró is tojt (fészekparazitizmus)

A legtöbb faj az utolsó tojás lerakása után kezd kotlani. 
A költés optimalizálja a hőmérsékletet a fiókák fejlődése számára. Monogám fajok megosztják a költés idején a teendőket, habár vannak fajok, ahol csak az anya kotlik, és az apa hordja a táplálékot. Poligám fajok esetén mindent egy szülő intéz. A hőt a has vagy a mell csupasz bőre közli. A költés energiaigényes folyamat; az albatroszok akár napi 83 grammot is veszítenek súlyukból a költés alatt.  Az ásótyúkfélék nem maguk kotlanak, hanem a Nap, a vulkánok, vagy bomló növényzet hőjét használják fel. A költési idő 10 naptól (apró fajok, énekesmadarak, harkályok, kakukk) 80 napig (nagy ragadozó madarak, albatroszok és kiwik) terjed.
Nagyok a különbségek a különböző, akár közeli rokon fajok között. Néhány faj fő jellemzőit az alábbi, rendezhető táblázat foglalja össze:
| Faj                                               | Felnőttkori testtömeg (gramm) | Költési idő (nap) | Költések száma (évente) | Fészekalj mérete |
| ------------------------------------------------- | ----------------------------- | ----------------- | ----------------------- | ---------------- |
| Tüzestorkú kolibri (Archilochus colubris)         | 3                             | 13                | 2,0                     | 2                |
| Házi veréb (Passer domesticus)                    | 25                            | 11                | 4,5                     | 5                |
| Kaliforniai földikakukk (Geococcyx californianus) | 376                           | 20                | 1,5                     | 4                |
| Pulykakeselyű (Cathartes aura)                    | 2200                          | 39                | 1,0                     | 2                |
| Laysan-albatrosz (Diomedea immutabilis)           | 3150                          | 64                | 1,0                     | 1                |
| Magellán-pingvin (Spheniscus magellanicus)        | 4000                          | 40                | 1,0                     | 1                |
| Szirti sas (Aquila chrysaetos)                    | 4800                          | 40                | 1,0                     | 2                |
| Vadpulyka (Meleagris gallopavo)                   | 6050                          | 28                | 1,0                     | 11               |

### Utódnevelés
Az utódnevelés hossza és természete erősen fajfüggő. Néhány faj, például az ásótyúkfélék már kikelésétől kezdve képes az önálló életre, és szülői segítség nélkül ássa ki magát a költődombból.  A másik szélsőséget a tengeri madarak képviselik, amelyeknél a szülői gondoskodás sokáig elhúzódik. A nagy fregattmadár fiókái hat hónap alatt tollasodnak ki, és hagyják el a fészket, de további tizennégy hónapig etetik őket.  A fiókákra vigyázó szülő segíti a hőgazdálkodást, és véd a ragadozókkal szemben.

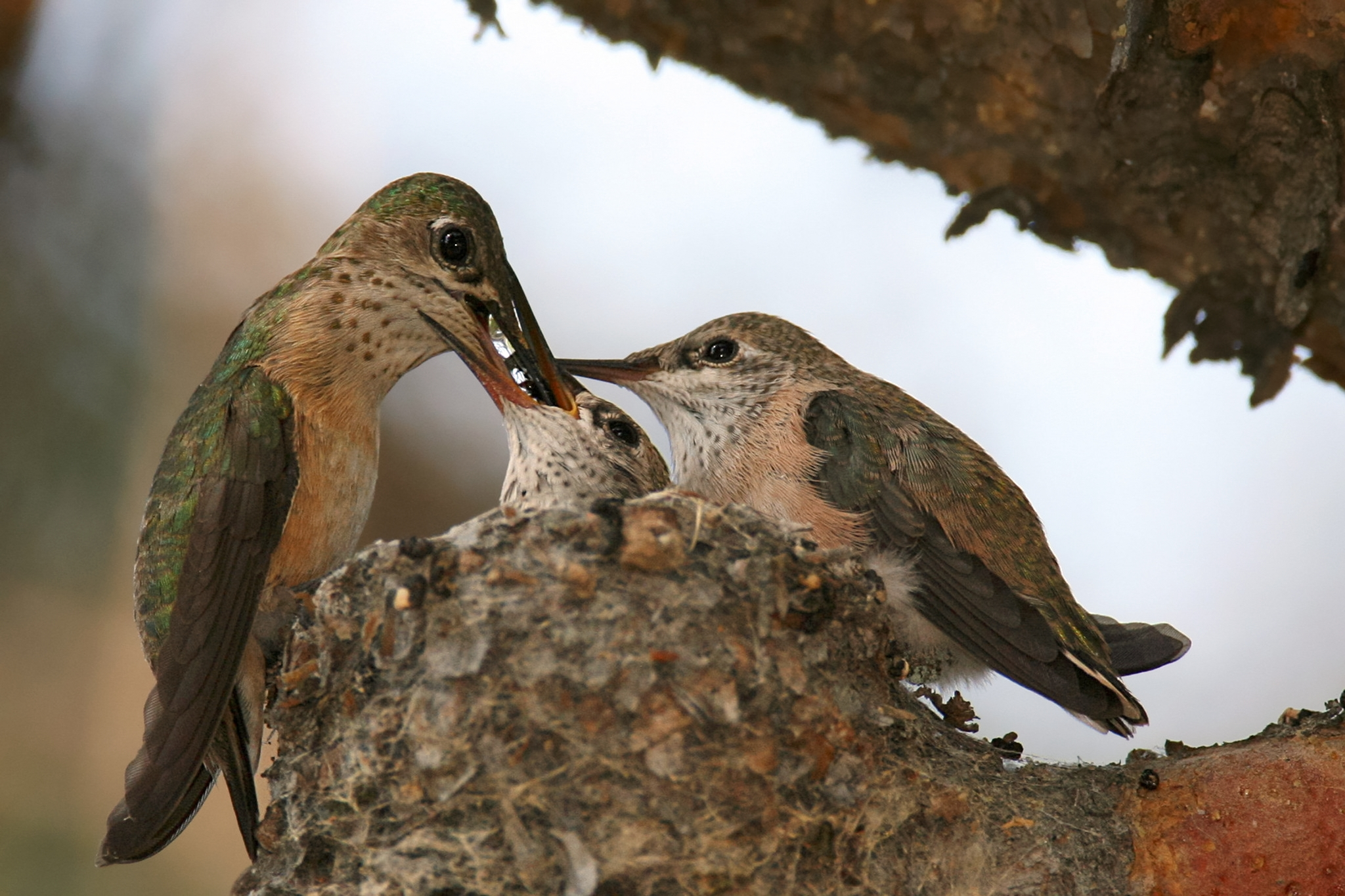
Nőstény rubinbegyű kolibri eteti kitollasodott fiókáit

A nevelést végezheti egy vagy mindkét szülő. Néhány fajnál a már felnőtt előző (vagy még idősebb) fészekalj is bekapcsolódik testvéreik nevelésébe. Megfigyelhető a Corvida ág tagjainál, de megfigyelhető az álcsuszkánál és a vörös kányánál is. A madaraknál gyakori az apai gondoskodás a fiókákról. Az apa részt vesz a terület és a fészek védelmében, a költésben és a fiókák etetésében. Néha a különböző feladatok megoszlanak az apa és az anya között.
A kitollasodás és a fészek elhagyásának ideje változó. A Synthliboramphus fajok fiókái a kikelésüket követő éjszaka elhagyják a fészket, és a tengeren nevelkednek, távol a szárazföldi ragadozóktól. A fészekhagyó fajok fiókái szüleik vezetésével korán elhagyják a fészket. A legtöbb fajnál a fészek elhagyása és a repülés között nem telik el sok idő, de ez erősen változó. Miután az albatroszok fiókái elhagyták a fészket, nem kapnak további segítséget, de sok más fajé igen. A fiatalok követik szüleiket első vándorútjukon.

### Költésparazitizmus

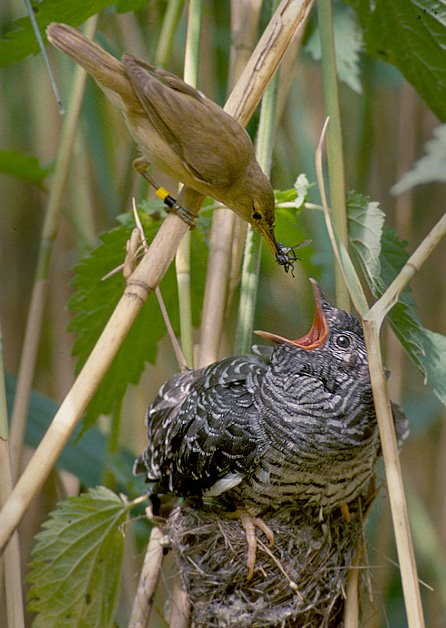
Cserregő nádiposzáta kakukkfiókát etet

A költésparazitizmus azt jelenti, hogy a parazita az utódját becsempészi egy másik faj fészkébe, és azzal nevelteti fel. Ez a madarak körében a leggyakoribb. A gazdafaj többnyire elfogadja sajátnak a parazita tojását, kikölti és felneveli a saját utódai kárára. Lehet feltételes vagy feltétlen. Ha feltétlen, akkor az anya az összes utódját más fajjal nevelteti fel, míg a másik esetben van saját fészke, de néhány tojást más fajokhoz csempész be, ha módja van rá. Száznál több madárfajról tudják, hogy feltétlen költésparazita: az ismert kakukkokon kívül mézkalauzfélék, csirögefélék, récefélék közül a kakukkréce tartoznak ide.  Néhány faj korábban kel ki, mint a gazdamadár fiókái, és kidobálja a tojásokat és a fiókákat, ha mégis megelőzték a kikeléssel. Más fajok utódai vagy kiéheztetik a többi fiókát, vagy velük együtt nevelődnek fel.

### Szexuális szelekció

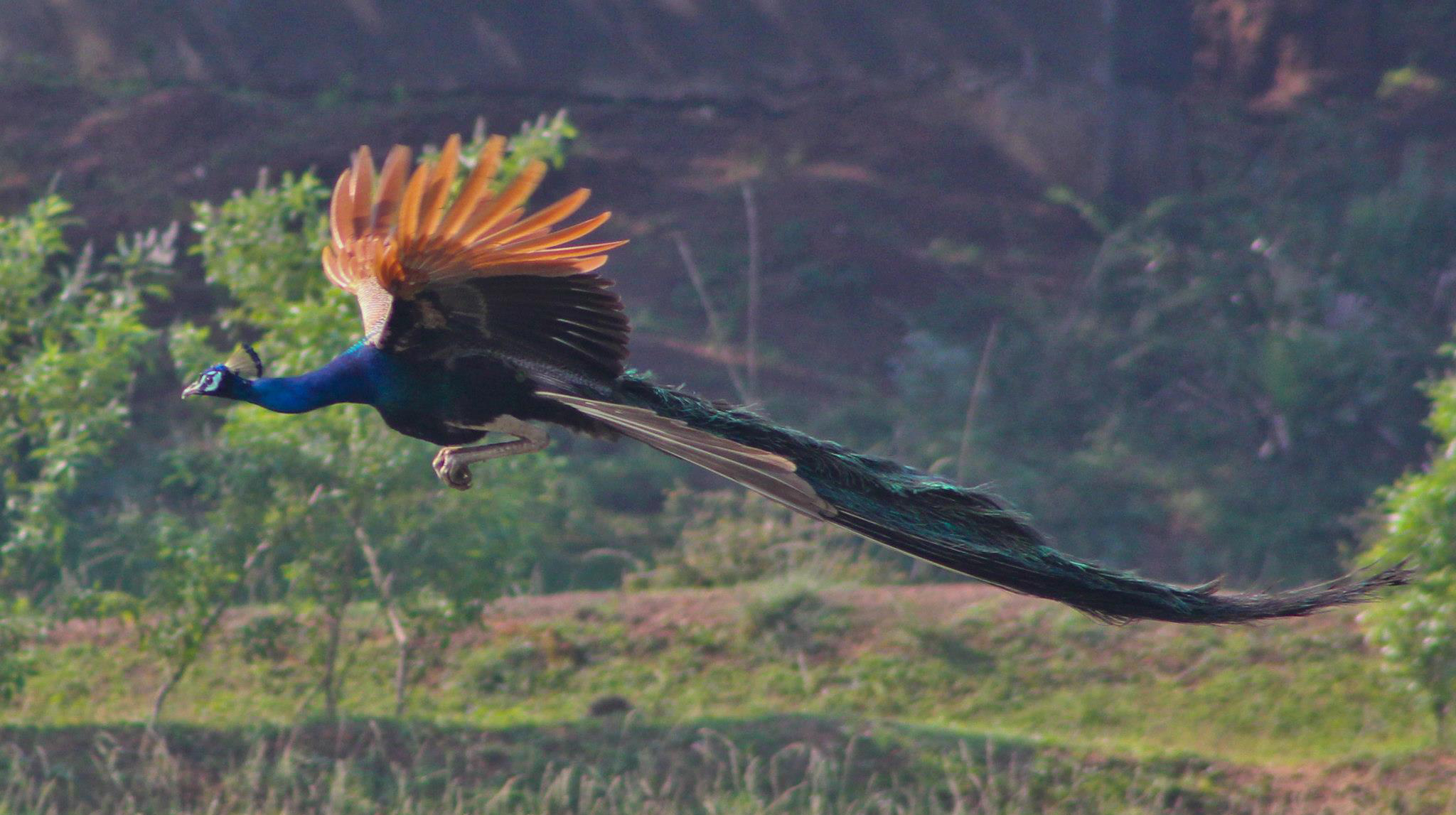
Repülő pávakakas

A madarak körében többféle párválasztási módszer alakult ki. A pávaformák farka a Fisher-féle megszaladási jelenség legismertebb példája. Az általános nemi kétalakúság, mint a méret és a színezet különbsége az energiaszükséglet iránti igény különbségét is okozzák. A nagyobb mértékű különbség különösen költséges jellemzők kialakulását jelenti; ezek versenyhelyzetet jeleznek. A madarak körében többféle szexuális szelekció ismert; az egyik rendszerben a nőstények választanak a hímek közül; a másikban az egyik nem tagjai megküzdenek egymással a párosodás jogáért. A megszaladási jelenségek eredményeként az óriási szárnyak és farkak könnyen észrevehetővé teszik a madarat, és akadályozzák is a mozgást. Ez a konfliktus biztosítja, hogy a jelek igaziak; ezekkel a díszekkel csak a jó életképességű hímek képesek életben maradni.

### Beltenyészet és elkerülése
A beltenyészet közeli rokonok utódnemzését jelenti. Többnyire előnytelen, mert a közeli rokonok sok génnek ugyanazt az allélját hordozzák, így a recesszív allélok gyakrabban találnak egymásra, ami rontja a túlélés esélyeit. Ugyanis ezek gyakrabban okoznak betegséget, mint a domináns allélok. Mivel egy-egy faj minden tagja többé-kevésbé rokon, azért nem rokonnal nem állhatnak párba, de ha a faj nem veszélyeztetett, akkor lehet távoli rokont találni.
A beltenyészet a zebrapintynél korai halált okozhat. A távoli rokon párokhoz képest a testvér-testvér pároknál szignifikánsan rosszabb volt a kelési arány.
A Geospiza scandens földi kaktuszpinty esetén a hatást környezeti tényezők is befolyásolják, például az elérhető táplálék mennyisége és minősége.
A bíborsapkás tündérmadár esetén a közeli rokonok párzásából megtermékenyült tojások esetén több mint 30%-kal csökkent a kelési arány. Az ilyen kapcsolatokban a félrelépés is gyakoribb; az ilyen párok költéseinek 43%-ában találtak félrelépésből született fiókát. Ezzel csökkentik a beltenyészet káros hatásait.
A széncinege esetén is rosszabbak a beltenyészetből származó utódok túlélési esélyei. A természetben a cinegék ezt azzal kerülik el, hogy születési helyüktől távol telepednek meg, így csökken annak az esélye, hogy közeli rokonukkal állnak párba.
A tarka rigótimália képes felismerni közeli rokonait, és szintén eltávolodik attól a helytől, ahol nevelkedett. A csapatban csak olyan párt választanak, akit nem ismernek a régebbi helyükről.
Vannak fajok, ahol az előző évi vagy még régebbi költésből származó fiatalok, tipikusan a hímek még a szüleikkel maradnak, és segítenek felnevelni testvéreiket. A nőstények inkább elhagyják a környéket, és máshol alapítanak családot, vagy segítenek be még egy-két költésbe.

## Ökológiai jelentőségük

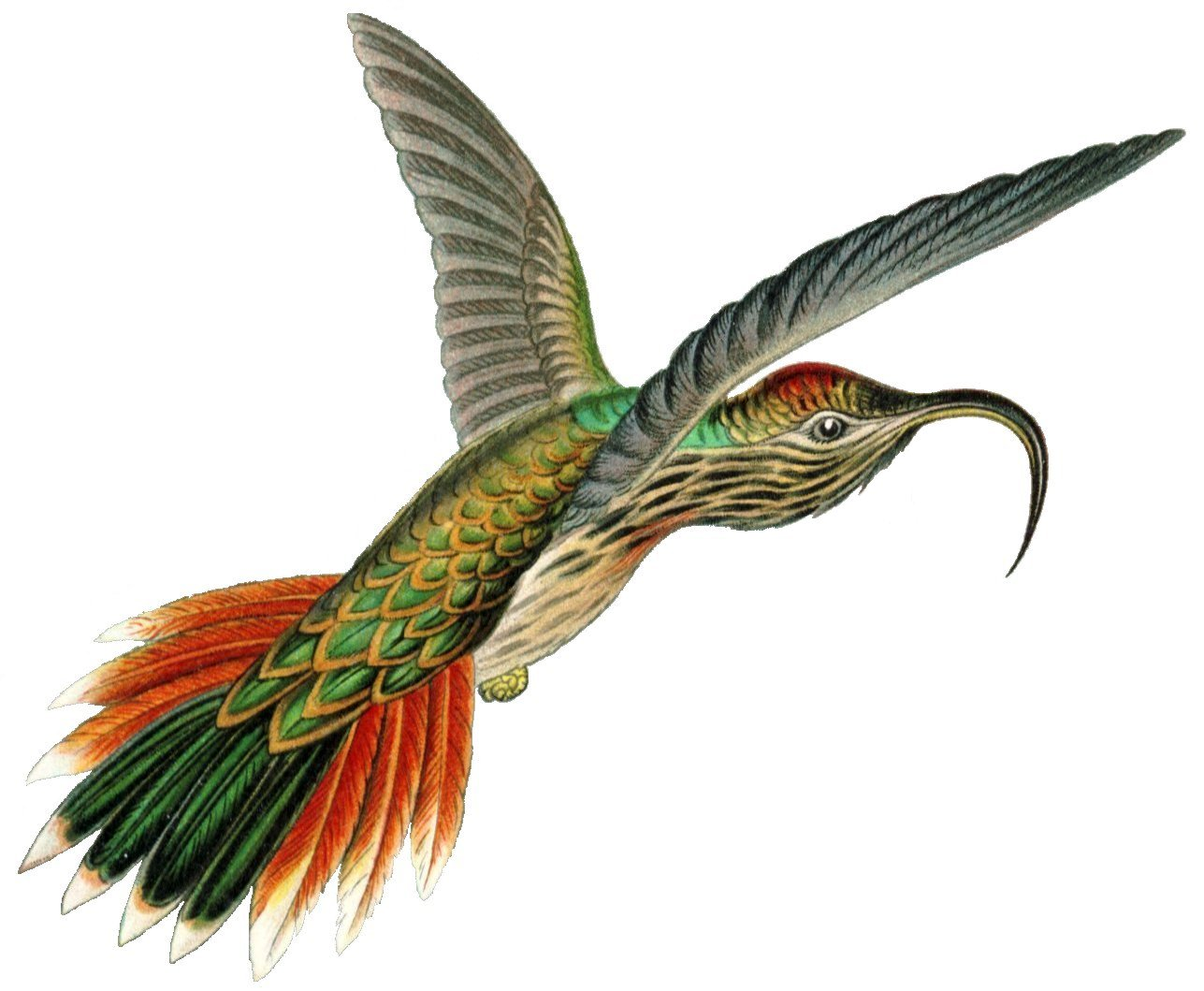
Egy kolibrifaj, az Eutoxeres condamini

A madarak ökológiai szerepe igen sokféle.  Számos fajuk generalista, és világszerte elterjedt, sokuk pedig szélsőségesen specializálódott az élőhelyéhez vagy a táplálékához. Még egy olyan „ egyszerű” élőhelyen is, mint az erdő, az egyes ökológiai fülkék madárvilága rendkívül eltérő, változatos lehet. Más fajok élnek például az erdő legfelső lombkoronaszintjén, a cserjeszinten, és az aljnövényzet szintjén.
A madarak között egyaránt találhatunk növényevőket, ragadozókat, és dögevőket. A magevők fontos szerepet játszanak az egyes növények elterjesztésében, ugyanis ürülékükkel nagyobb területre hordják szét a magokat. A nektárral táplálkozó madarak a táplálékul szolgáló növény megporzásában játszanak nélkülözhetetlen szerepet (főleg a trópusokon). Ezek között gyakran nagyon szoros koevolúciós kapcsolat figyelhető meg: a növényt kizárólag egyetlen madárfaj képes megporozni, amely pedig csak a növény nektárjával táplálkozik. Ilyen kapcsolat figyelhető meg például számos kolibrifaj esetében.
A ragadozók főleg rovarokra, kisebb emlősökre, más madarakra vadásznak. A vízimadarak a prédaállatok populációinak szabályozásán kívül fontos szerepet játszanak a vízpartok talajának, és a tengervíz tápanyatartalmának megújításában. Ez különösen a tengerpartok, tengeri szigetek tápanyagszegény talaján kolóniákban fészkelő fajoknál fontos.
A partvidéktől távol eső szigeteken gyakran madarak töltik be az egyébként emlősök által elfoglalt ökológiai fülkéket, mivel az emlősök oda nem voltak képesek eljutni. Tipikus példa erre az Új-Zéland szigetén őshonos kereru, vagy a mára már kihalt moák. Új-Zélandon a növényeken olyan adaptációk láthatók, amelyek a moáktól védik őket.

## Kapcsolat az emberrel

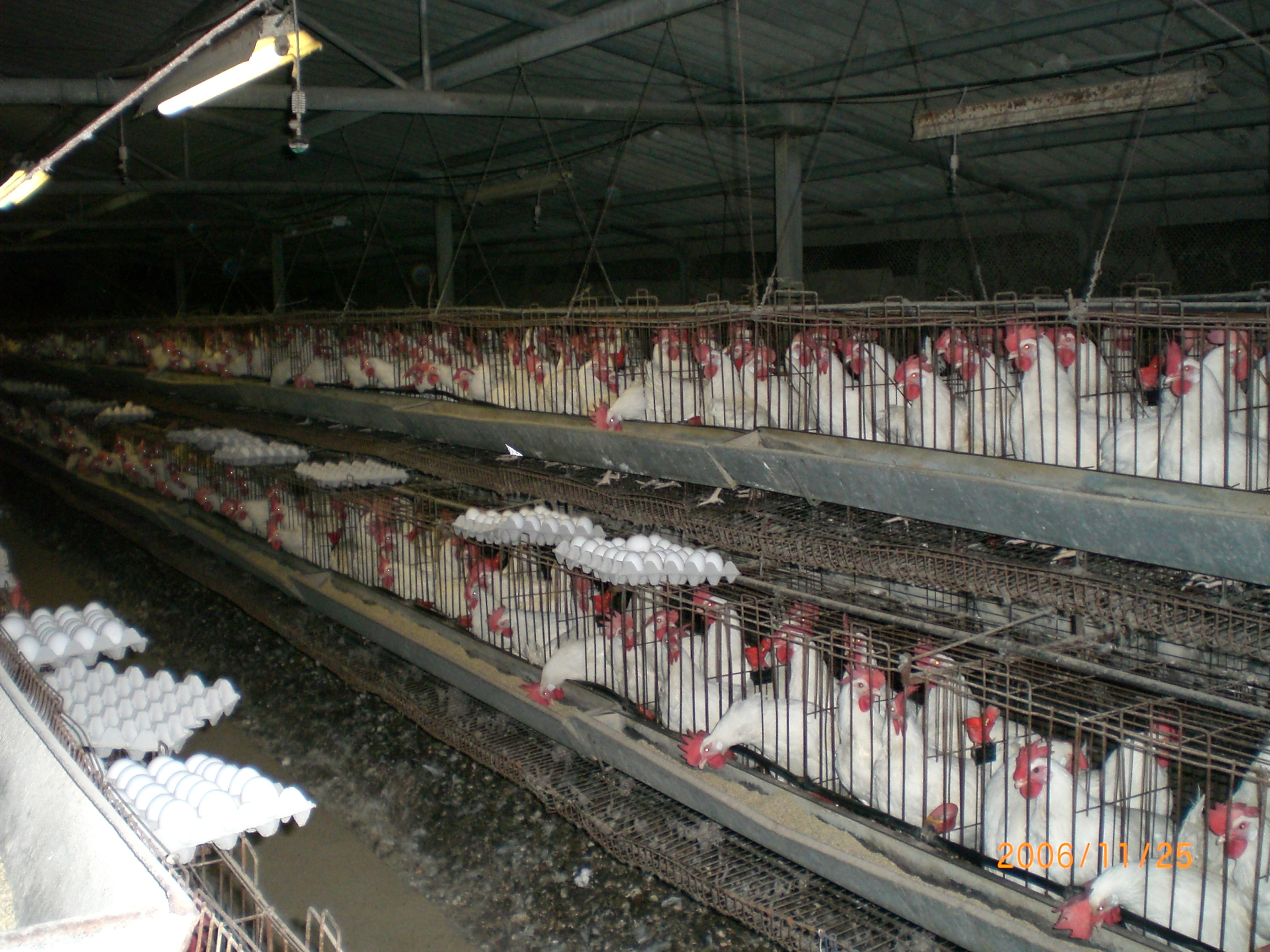
Ketreces tyúktartás

Mivel a madarak jól láthatók és gyakoriak, az ember már kialakulása idején kapcsolatba került velük. Néha ez a kapcsolat mindkét fél számra előnyös volt, néha hátrány származott belőle valamelyik félnek. A mézkalauzfélék segítik az embereket, hogy a vadméhektől mézet és viaszt szerezzenek, amiért cserébe az emberek részt adnak a zsákmányból.  Vannak fajok, például a házi veréb, amelyek az ember szemetén élnek.  Néhány fajt elterjedt mezőgazdasági kártevőként tartanak számon. Az ember ugyan a madarak nyomán emelkedett a levegőbe, de néha madarak repülnek a repülők hajtóműveibe, ami a madár halálát és a repülő lezuhanását okozza. A közutak, a gyomirtók, és az ólommérgezés számottevő veszteséget jelentenek a madarak számára. Emellett az élőhelyek beszűkülése és a vadászat is hozzájárul egyes fajok kihalásához. A szélerőművek is pusztítják a madarakat, a kutyák és a macskák is vadásznak rájuk.
A madarak által terjesztett betegségek közé tartozik az influenza (madárinfluenza), a nyugat-nílusi láz  szúnyogcsípés révén, a papagájkór, a szalmonella, a campylobacteriosis, a giardiasis és a cryptosporidiosis. Ezek egy részét az emberek is elkaphatják.

### Gazdasági jelentőség
A gazdasági haszonállatként tartott baromfik húst, tojást és tollat adnak. Az ember belőlük viszi be a legtöbb állati eredetű fehérjét: 2003-ban 76 millió tonna húst és 61 millió tonna tojást. A leggyakoribb faj a házi tyúk, de a pulyka, házi kacsa, lúd is viszonylag gyakori. A vadászatot a kevéssé fejlett területek kivételével általában szórakozásból művelik; a hús melléktermék. Így fácán, fogoly, fajdformák, szalonka, vadpulyka, galambfélék,  és Scolopax fajok kerülnek tányérra. Észak- és Dél-Amerikában a vízi szárnyasok vadászata a legfontosabb. Habár ma már a mezőgazdaság segít fenntarthatóvá tenni a vadászatot, régebben sok fajt az ember vadászattal irtott ki, vagy sodort a kihalás szélére.

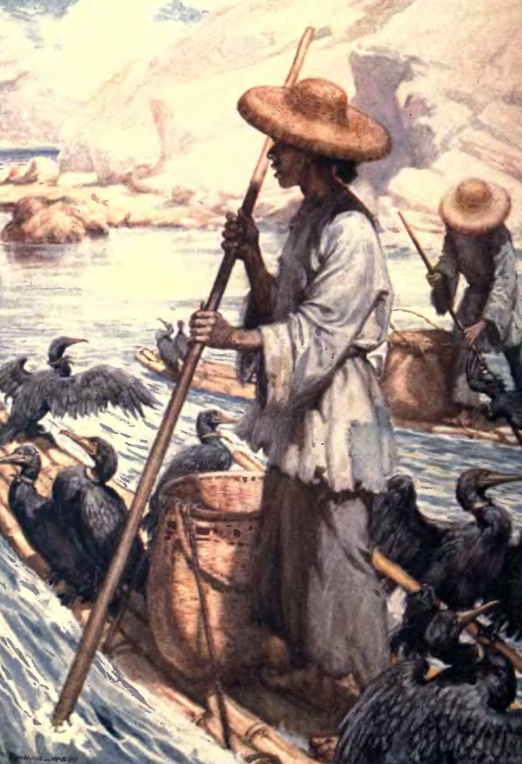
Ázsiában a hagyományos kormorános halászat visszaszorulóban van, de egyes területeken turistalátványosságként megmaradt

A tollat hőszigetelésre használják ágyneműkhöz és ruházathoz. A tengeri madarak ürüléke a guanó, amivel trágyáznak, mivel sok nitrogént és foszfort tartalmaz. Chile Bolíviával és Peruval háborúzott is  1879-től 1883-ig az értékes nyersanyagforrásért.
Az ember díszállatként is tart madarakat. Régebben ez több fajt is veszélybe sodort; ma már a befogás illegális, de még mindig előfordul.  Sólymokkal és kormoránokkal vadásztak, halásztak. Időszámításunk kezdete körültől ismert, hogy galambokat használtak levelek kézbesítéséhez. A galambposta egészen a második világháború végéig fontos maradt. Ma már a galambászatot turizmus céljából vagy hobbiból űzik, és versenyeken mérik össze galambjaik sebességét.
Az amatőr madármegfigyelők, fényképészek számát milliókban mérik.  Sokan télen etetik a környékükön élő madarakat, és az etetők különféle fajokat vonzanak. A madáretetést egy sok milliós üzletág támogatja. Nagy-Britanniában az otthonok 75%-a nyújtott ennivalót a madaraknak a tél egy szakaszában.

### Kultúra

#### Vallás
Egyes vallásokban a madarak az istenek hírnökei. Makemake a Húsvét-sziget főistene volt, akinek nevében a Tangata manu  győztesei lettek a főnökök.  Két holló, Hugin és Munin Odin fülébe súgták a híreket. Itália ókori civilizációiban, köztük az etruszk és a római vallásban a papok a madarak viselkedéséből, röptéből jósoltak. Egyes kultúrákban istenítették vagy istenítik őket, mint a pávát Földanya megtestesítőjeként a dravidák. Az inka és a tiwanaku kultúrában a madarak át tudták lépni a határt a földi világ és az alvilág között. A Közép-Andokban legendák szólnak a metafizikai világból jövő és oda távozó madarakról. A Bibliában a galamb jelképként szerepel (héber יוֹנָה).

#### Képzőművészetek
Madárábrázolások már a történelem előtt feltűntek. Láthatók madarak a barlangrajzokon is.  Egyes madarak szörnyekként szerepelnek, így a ruk madár vagy a maoriknál a legendás Pouākai, egy nagy, emberevő madár. A későbbi időkben a hatalom szimbólumaivá váltak, a perzsa uralkodó és a mogulok trónszéke pávát ábrázol. A tudományos érdeklődés fellendülésével könyvekhez készültek festmények. Az egyik leghíresebb festő John James Audubon volt, akinek Észak-Amerika madarairól készült képei népszerűvé váltak Európában. Róla nevezték ez a Nemzeti Audubon Társaságot.

#### Költészet
A költészetben is fontos figurák; például az Odüsszeiá-ban csalogányok szerepelnek, Catullusnál egy kismadár szerelmi szimbólummá vált. Az albatrosz és a matróz közötti kapcsolat áll a Samuel Taylor Coleridge: The Rime of the Ancient Mariner című költemény középpontjában. Ebből a versből vált az albatrosz a nehézségek jelképévé.  Az angol nyelvben a vulture (keselyű) szóval utalnak azokra az alapokra és befektetőkre, amelyek adósságot vásárolnak olcsón.
A madarakhoz kapcsolódó képzettársítások kultúránként különböznek. A baglyok balszerencsét, boszorkányságot jelentenek, és Afrika és Európa egy részén a halál hírnökei, de Európában bölcsnek tekintik.  Az ókori Egyiptomban a búbos banka szent állat volt, és az erény szimbóluma Perzsiában, de Európában tolvajnak vélték, és Skandináviában a háború hírnökeként gondoltak rá.

#### Zene
A zenében a madarak éneke insiprálta a szerzőket. Többen utánozták is, mint Vivaldi és Beethoven, és későbbi szerzők. Amikor a technológia lehetővé tette, akkor a madáréneket felvételről szerkesztették a zenébe. Elsőként  Ottorino Respighi tett így.  Beatrice Harrison és David Rothenberg duettet énekelnek a madarakkal.

## Rendszerezés

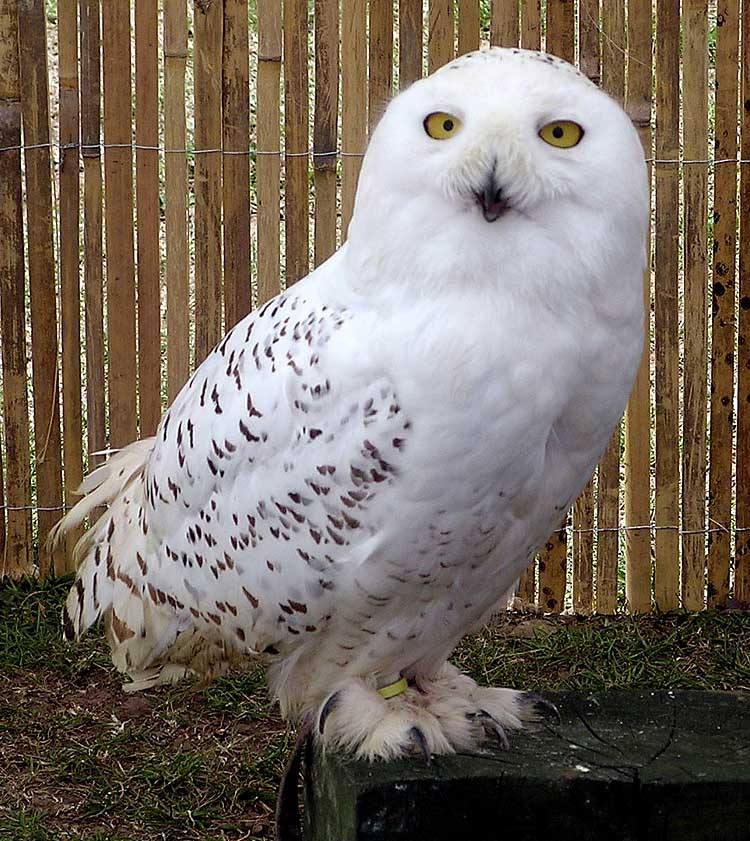
Hóbagoly

A ma élő madarak két alosztályra tagozódnak, osztályozásuk azonban több helyen is vitatott. Sibley és Ahlquist Phylogeny and Classification of Birds (1990) könyve alapmű, de gyakran vitatják és módosítják. A legtöbb bizonyíték szerint a rendek pontosan megállapíthatók, de a rendek közötti rokonságban nincs egyetértés. Az anatómia, a DNS és a fosszíliák vizsgálatával azonban egyre pontosabb képet kapnak erről is.

### Futómadár-szabásúak
A futómadár-szabásúak (Paleognathae) szájpadjának ősi jellegű, erős és nehéz csontozata van. Szegycsontjuk általában nem tarajos, röpképtelenek vagy csak ritkán repülnek. Két ismert rendjük:
- Struccalakúak rendje (Struthioniformes) – 14 faj
- Tinamualakúak rendje (Tinamiformes) – 47 faj

### Újmadárszabásúak
Az újmadárszabásúak (Neognathae) csoportjában a szájpad nehéz, csontos váza visszafejlődött, szegycsontjukon nagy csonttaréj biztosítja a mellizmok tapadását. Többségük igen jól repül. Harmincegy rendjük ismert:
- Pingvinalakúak rendje (Sphenisciformes) – 17 faj
- Búváralakúak rendje (Gaviiformes) – 5 faj
- Vöcsökalakúak rendje (Podicipediformes) – 22 faj
- Viharmadár-alakúak rendje (Procellariiformes) – 115 faj
- Gödényalakúak rendje (Pelecaniformes) – 67 faj
- Trópusimadár-alakúak (Phaethontiformes) – 3 faj
- Szulaalakúak (Suliformes)
- Gólyaalakúak rendje (Ciconiiformes) – 127 faj
- Flamingóalakúak rendje (Phoenicopteriformes) – 5 faj
- Lúdalakúak rendje (Anseriformes) – 165 faj
- Sólyomalakúak rendje (Falconiformes) – 303 faj
- Vágómadár-alakúak (Accipitriformes)
- Tyúkalakúak rendje (Galliformes) – 290 faj
- Darualakúak rendje (Gruiformes) – 200 faj
- Guvatgém-alakúak (Eurypygiformes) – 2 faj
- Lilealakúak rendje (Charadriiformes) – 367 faj
- Pusztaityúk-alakúak rendje (Pteroclidiformes) – 16 faj
- Galambalakúak rendje (Columbiformes) – 314 faj
- Papagájalakúak rendje (Psittaciformes) – 361 faj
- Kakukkalakúak rendje (Cuculiformes) – 148 faj
- Turákóalakúak (Musophagiformes)
- Bagolyalakúak rendje (Strigiformes) – 183 faj
- Lappantyúalakúak rendje (Caprimulgiformes) – 120 faj
- Sarlósfecske-alakúak rendje (Apodiformes) – 429 faj
- Egérmadár-alakúak rendje (Coliiformes) – 6 faj
- Trogonalakúak rendje (Trogoniformes) – 39 faj
- Szalakótaalakúak rendje (Coraciiformes) – 214 faj
- Kurolalakúak (Leptosomiformes) – 1 faj
- Szarvascsőrűmadár-alakúak (Bucerotiformes)
- Harkályalakúak rendje (Piciformes) – 405 faj
- Verébalakúak vagy énekesmadár-alakúak rendje (Passeriformes) – 5824 faj

### A már nem, vagy ritkán használt rendek
- Nandualakúak rendje (Rheiformes) – már nem számít önálló rendnek, lásd a struccalakúak rendjében a nanduféléket.
- Kazuáralakúak rendje (Casuariformes) – már nem számít önálló rendnek, lásd a struccalakúak rendjében a kazuárféléket.
- Kivialakúak rendje (Apterygiformes) – már nem számít önálló rendnek, lásd a struccalakúak rendjében a kiviféléket.
- Sirályalakúak rendje (Lariformes) – már nem számít önálló rendnek, lásd a lilealakúak rendjében a sirályféléket.
- Guvatfürjalakúak rendje (Turniciformes) – már nem számít önálló rendnek, lásd a lilealakúak rendjében a guvatfürjféléket.
- Turákóalakúak rendje (Musophagiformes) – 23 fajt tartalmaz a lista – egyes rendszerezések a kakukkalakúak rendjébe sorolják őket.
- Bankaalakúak rendje (Upupiformes) – Egyes rendszerezések a szalakótaalakúak rendjébe sorolják őket.
- Orrszarvúmadár-alakúak rendje (Bucerotiformes) – Egyes rendszerezések a szalakótaalakúak rendjébe sorolják őket.

## Közismert madárnevek
Az alábbiakban néhány közismert madártípus neve olvasható (egyszavas madárnevek). A madarak nemét a hím és a tojó elnevezéssel különböztetjük meg. Néhány madártípus hímjének külön elnevezése van, amit zárójelben adunk meg.
| - Albatrosz - Bagoly - Barázdabillegető - Bíbic - Bölömbika - Búbos banka - Cinke vagy cinege - Csalogány - Csíz - Csóka - Daru - Emu - Fajd (kakas) - Fácán (kakas) - Fecske - Flamingó - Fogoly - Fürj - Füzike - Galamb - Gébics | - Gém - Gerle - Gólya - Gólyatöcs - Gulipán - Gyurgyalag - Harkály - Hattyú - Héja - Holló - Íbisz - Jégmadár - Kacsa (gácsér) - Kakadu - Kakukk - Kanárimadár - Karvaly - Kazuár - Kea - Keselyű - Kolibri | - Kormorán - Kócsag - Lúd (gúnár) - Marabu - Mátyásmadár - Nandu - Ökörszem - Ölyv - Őszapó - Pacsirta - Papagáj - Paradicsommadár - Páva - Pelikán - Pingvin - Pinty - Poszáta - Pulyka (kakas) - Réce (gácsér) - Rigó - Rozsdafarkú | - Sas - Sármány - Seregély - Sirály - Sólyom - Strucc - Süvöltő - Szalakóta - Szalonka - Szarka - Szárcsa - Tengelic - Tukán - Túzok (kakas) - Tyúk (kakas) - Vadkacsa - Varjú - Veréb - Vércse - Vöcsök - Vörösbegy |

## Veszélyeztetettség

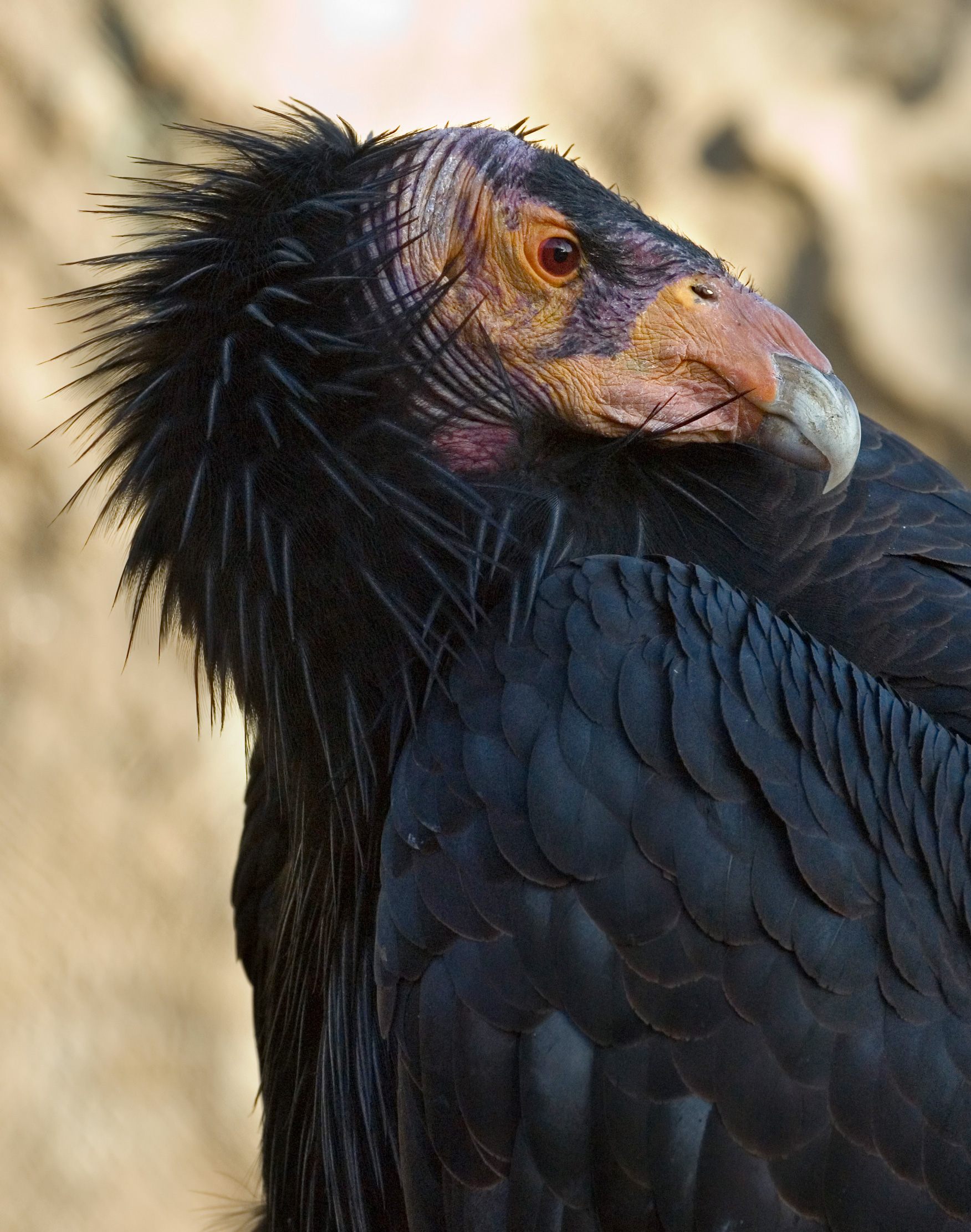
A kaliforniai kondorból 1994-ben csak 22 maradt, de a fajmegőrző program 300-ra növelte a faj létszámát

Habár az ember tevékenysége elősegítette néhány faj terjedését, mint például füsti fecske és seregély, 
az IUCN Vörös Lista több mint 1200 veszélyeztetett madárfajt tartalmaz. Sok faj fogyatkozik. A veszélyeztetettség legtöbbet idézett okai az élőhely elvesztése, a behurcolt fajok ragadozó tevékenysége, balesetek (járművekkel, épületekkel, szélerőművekkel), olajfoltok és növényvédő szerek, behurcolt fajok, vadászat és halászat, valamint a klímaváltozás . A történelmi időkben több mint száz madárfaj halt ki a gyarmatosítás előtt, és a legnagyobb kihalást Melanézia, Polinézia és Mikronézia gyarmatosítása okozta, 750–1800 faj kipusztításával.
Természetvédelmi és kormányzati szervek, csoportok működnek együtt a fajmegőrzésben. Ennek fő eszköze fajok védetté nyilvánítása, élőhelyek védelme, tenyésztés és visszatelepítés. Ezzel 1994 és 2004 között 16 madárfajt sikerült megmenteni a kihalástól, köztük a kaliforniai kondort és a norfolki kecskepapagájt.

## Fordítás
Ez a szócikk részben vagy egészben  a   Bird című angol Wikipédia-szócikk fordításán alapul.  Az eredeti cikk szerkesztőit annak laptörténete sorolja fel. Ez a jelzés csupán a megfogalmazás eredetét és a szerzői jogokat jelzi, nem szolgál a cikkben szereplő információk forrásmegjelöléseként.